# ŠK Slovan Bratislava
ŠK Slovan Bratislava (celým názvem: Športový klub Slovan Bratislava futbal, a.s.), někdy zkráceně nazýván jenom jako Slovan, je slovenský fotbalový klub, který sídlí v bratislavské městské části Nové Mesto. Od sezóny 2006/07 je účastníkem slovenské nejvyšší soutěže. V československé lize odehrál 48 ročníků, což je nejvíc ze všech slovenských klubů. V historické tabulce pak klubu patří třetí místo, více bodů pak získaly pouze pražské týmy Sparta a Slavia.
Klub byl založen v roce 1919 jako 1. ČsŠK Bratislava skupinou českých úředníků. Prvním předsedou klubu se stal policejní kapitán Richard Brunner. Prvního většího úspěchu pak klub dosáhl v roce 1927, kdy se mu podařilo zvítězit v amatérském mistrovství Československa. Byl také vůbec prvním slovenským klubem, působícím v profesionální československé soutěži. V průběhu let prošel klub několika výraznými změnami názvu (v komunistickém období např.: na Sokol NV nebo ÚNV Slovan). Od roku 1953 je pak klub nazýván Slovan. Do sezóny 1984/85 byl posledním československým klubem, který nikdy nesestoupil z nejvyšší soutěže.
Na domácí a mezinárodní scéně klub získal celkem 57 trofejí, čehož pak nedosáhl žádný jiný slovenský klub. Na svém kontě má 30 ligových titulů, 22 národních pohárů a 4 vítězství ve slovenském Superpoháru. Největším úspěchem je však triumf v Poháru vítězů pohárů z roku 1969. Slovan ve finále v Basileji porazil slavný španělský velkoklub FC Barcelona poměrem 3:2. Dodnes je jediným klubem z bývalého Československa, který dokázal získat jednu z velkých evropských trofejí. Zároveň se stal prvním klubem z východní Evropy, který zvítězil v soutěži organizované asociací UEFA.

## Historie

### První léta existence (1919–1939)

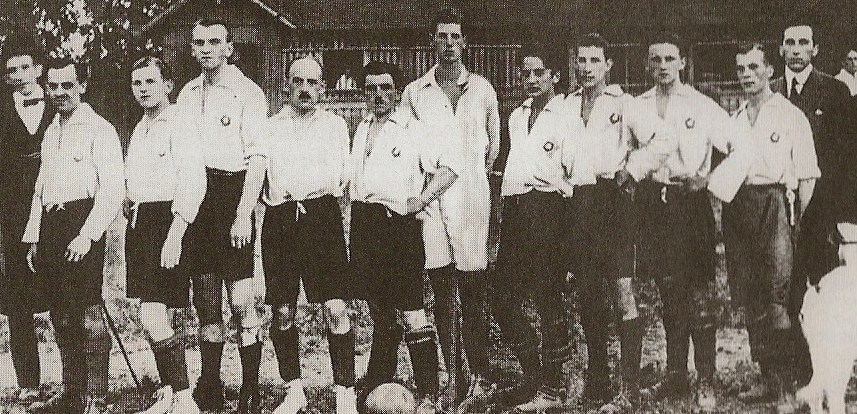
Historicky první mužstvo 1. ČsŠK Bratislava z roku 1919. Jména samotných hráčů ovšem nejsou známa

Na přelomu 19. a 20. století, v časech Rakousko-uherské monarchie, bylo na území dnešního Slovenska založeno několik německých a maďarských fotbalových oddílů. S myšlenkou založit čistě slovenský klub přišli čeští úředníci, kteří pomáhali budovat novou administrativu na Slovensku. První pracovní schůzka se uskutečnila 29. března 1919 v Grajciarovom hostinci na Mariánské ulici v Bratislavě. Všichni zúčastnění souhlasili s vytvořením samostatného československého klubu. O tři dny později byl v kavárně Panónia zvolen přípravný výbor a na jeho čelo byl dosažen fotbalový rozhodčí Ing. Vávra. Na další schůzce byly řešeny stanovy a rozhodlo se o tom, že další valné shromáždění se bude konat v menze Ministerstva pre správu Slovenska, později vládní budově u Starého mostu. 3. května 1919 byl založený Prvý Česko-slovenský športový klub Bratislava. Prvním předsedou se stal policejní kapitán Richard Brunner, místopředsedou pak Ing. Vávra a Antonín Humhal.
První domácí hřiště 1. ČsŠK Bratislava se nacházelo u jezera Kuchajda. Po odchodu maďarských vojáků z Petržalky se klub přestěhoval na pravý břeh Dunaje. 14. září pak klub absolvoval vítěznou domácí premiéru proti mužstvu PULE Bratislava. Zápas skončil výsledkem 6:0 pro domácí. Hráči 1. ČsŠK postupně zlepšovali svoji výkonnost a společně s PTE Pozsony, nejstarším klubem ve městě, představovali nejvyšší fotbalovou kvalitu v poválečné Bratislavě.
V roce 1922 přišel první výrazný úspěch, když se hráči 1. ČsŠK stali premiérovými mistry Slovenska v konkurenci mistrů jednotlivých žup. Od roku 1925 se v Československu pravidelně konalo amatérské mistrovství. 20. listopadu 1927 se 1. ČsŠK probojoval až do finále, v němž pak porazil tým Budweiss z Českých Budějovic. Oporami vítězného mužstva byly Štefan Priboj, Pavol Šoral, Štefan Čambal, Martin Uher a brankář Jozef Hollý. V roce 1930 zaznamenali hráči 1. ČsŠK druhý triumf v této soutěži. Rok předtím, v květnu 1929 dosáhl bratislavský celek jedno ze svých největších vítězství. V přípravě porazil anglický profesionální tým Newcastle United vysoko 8:1. Celostátní liga vznikla v roce 1934, ale 1. ČsŠK Bratislava byl dlouhou dobu jediným slovenským klubem, který v soutěži působil.
Přestože byl 1. ČsŠK založen čistě jako fotbalový klub, od začátku zastřešoval pod svým jménem i jiné sporty, např.: atletiku, plavání, házenou, zápas, turistiku, šerm, o dva roky později pak cyklistiku a lední hokej, později také i tenis, stolní tenis, volejbal, basketbal, box a krasobruslení.

### Slovenská liga a poválečné období (1939–1948)
Koncem třicátých let se v zemi stupňovala národnostní nesnášenlivost a antisemitismus. Protižidovské nálady pak pronikly i do samotného bratislavského klubu. Obětí se stal trenér József Braun, který musel nedobrovolně odejít nejen ze své pozice, ale i ze samotného města. Po rozpadu Československa a následného vzniku Slovenského státu přišlo k nucené změně názvu na Športový klub Bratislava. Za předsedu byl zvolen MUDr. Štefan Čongrády, jeho tajemníkem se stal Alois Sedláček.
Slovenské kluby se musely odhlásit z Československého svazu footballového a následně přihlásit do nově vytvořeného Slovenského futbalového zväzu. Ten rozhodl, že se v dosavadních ligových soutěžích na Slovensku nebude dále pokračovat, 1. ČsŠK ale ještě stihl dokončit Státní ligu.
Po anexi Petržalky nacistickým Německem, přišlo 1. ČsŠK také o své hřiště na pravém břehu Dunaji. Pomocnou ruku podala klubu městská rada poskytnutím hřiště nacházejícím se v prostorech dnešního Národného tenisového centra. V tomto období se zároveň začalo s výstavbou nového fotbalového hřiště s atletickou dráhou na Tehelném poli. 27. srpna 1939 odehrála svůj první zápas reprezentace Slovenska. Nad Německem zvítězila poměrem 2:0 brankami Jána Arpáša a Jozefa Luknára, oba v té době hráči ŠK Bratislava.
První utkání na novém stadionu na Tehelném poli se uskutečnilo 27. dubna 1940. ŠK Bratislava v něm remizovala s německou Herthou Berlin poměrem 2:2. V období samostatného Slovenského státu se hrála samostatná slovenská ligová soutěž. Bratislavané tak konkurovali mužstvům FK MŠK Považská Bystrica, FC Spartak Trnava, 1. FC Tatran Prešov, MŠK Žilina nebo TTS Trenčín, později pak také armádnímu mužstvu OAP Bratislava. V letech 1939 až 1945 získali belasí čtyři ligové tituly. Mužstvo vedené legendárním trenérem Ferdinandem Daučíkem začalo praktikovat moderní WM-systém, díky kterému dosahovalo vysokým, často dvouciferným výsledkům. Ján Arpáš, později hráč Juventusu Turín, se stal v tomto období třikrát nejlepším ligovým střelcem. K hlavním pilířům tehdejšího celku patřili také Theodor Reimann, Tomáš Porubský, Ivan Chodák, Jozef Luknár nebo Leopold Šťastný. Po vypuknutí Slovenského národního povstání (SNP) dne 29. srpna 1944, rozhodla Slovenská národná rada o zániku všech ligových soutěží. Poslední ročník slovenské nejvyšší soutěže, v éře Slovenského státu, tak zůstal neodehrán.
V listopadu 1947 přivítalo mužstvo ŠK Bratislava na svém hřišti sovětský armádní celek CDKA Moskva, v drese domácích zazářil maďarský repatriant Ladislav Kubala, pozdější hvězda španělského klubu FC Barcelona. V tomto období absolvoval ŠK Bratislava také první zámořské turné. Ve Spojených státech a Mexiku odehrál klub osm zápasů s bilancí pěti výher, dvou remíz a jedné porážky.

### Narušení pražské hegemonie a mistrovský hattrick (1948–1953)
Po odchodu trenéra Daučíka převzal mužstvo Leopold Šťastný, který do něj zavedl prvky tehdejšího moderního fotbalu. V roce 1949 s ním získal první titul mistra Československa, to vše už pod novým názvem Sokol NV Bratislava. Bylo to poprvé, co nejvyšší soutěž vyhrál mimopražský klub. Šťastný prosazoval útočný fotbal a jeho tým nastřílel v mistrovské sezóně 93 gólů. Z hráčů na něm měli největší zásluhu Gejza Šimanský, Vlastimil Preis, Arnošt Hložek, Emil Pažický, Viktor Tegelhoff, Jozef Baláži a Vladimír Venglár.
Sokol získal titul i v následující dvou sezónách 1950 a 1951. Potvrdil tak své dominantní postavení na československé fotbalové scéně v tomto období.
V předválečném období se slovenští hráči objevovali v reprezentačním mužstvu Československa pouze sporadicky. Díky úspěchům Sokola NV Bratislava jejich počet narostl a z některých se stali i opory národního týmu.

### Pod názvem Slovan (1953–1961)
V roce 1953 zastupovaly Bratislavu v nejvyšší celostátní soutěži poprvé tři kluby: Červená hviezda, Slávia a ÚNV Slovan. Předcházelo tomu rozdělení Sokola NV Bratislava. Ale i pod novým názvem zůstalo mužstvo ve hře o nejvyšší příčky. Trenérem byl v této době Anton Bulla. Po dlouhých letech měla i Bratislava svoje velké derby. Souboje mezi Slovanem a Červenou hviezdou se svojí atmosférou a kvalitou daly porovnávat se zápasy pražských „S“.
V roce 1954 se na trenérský post vrátil Leopold Šťastný. Do slovenského fotbalu postupně aplikoval nové poznatky ze zahraničních zdrojů, tvořivě obohacoval zastaralý WM-systém. Výsledky jeho práce se naplno projevily v roce 1955, kdy Slovan získal svůj historicky čtvrtý titul mistra ČSSR. Ve stejné sezóně hrálo v nejvyšší soutěži šest slovenských klubů. Mimo to vyhráli belasí prestižní Spartakiádní pohár, probojovali se do semifinále Středoevropského poháru a obhájili prvenství v poháru SNP. V červenci stejného roku odehráli na Tehelném poli zápas proti brazilskému Botafogu FR v sestavě s Garrinchou, Níltonem Santosem nebo Gérsonem. V hledišti zápas sledovalo víc než 50 000 diváků.
V letech 1956 a 1960 měl Slovan blízko k dalším ligovým titulům, ale v obou případech obsadil druhé místo.

### Sloučení s Dimitrovem a dosáhnutí největšího úspěchu (1961–1969)
Politický a ekonomický vývoj v zemi měl vliv i na sportovní dění. 5. srpna 1961 došlo ke sloučení TJ ÚNV Slovan a TJ Dimitrov. Do názvu nejslavnějšího slovenského klubu se dostalo jméno velkého chemického podniku (Chemické závody Juraja Dimitrova) a vznikl tím Slovan CHZJD Bratislava. Přišlo i na celkovou změnu v členských a funkcionářských strukturách klubu. Přibyla nová sportoviště, v roce 1961 byl zrekonstruován zastaralý stadion na Tehelném poli, přičemž jeho kapacita se zvýšila na 45 tisíc míst. Vybudováno bylo také umělé osvětlení, světelná tabule nebo ozvučení celého areálu.

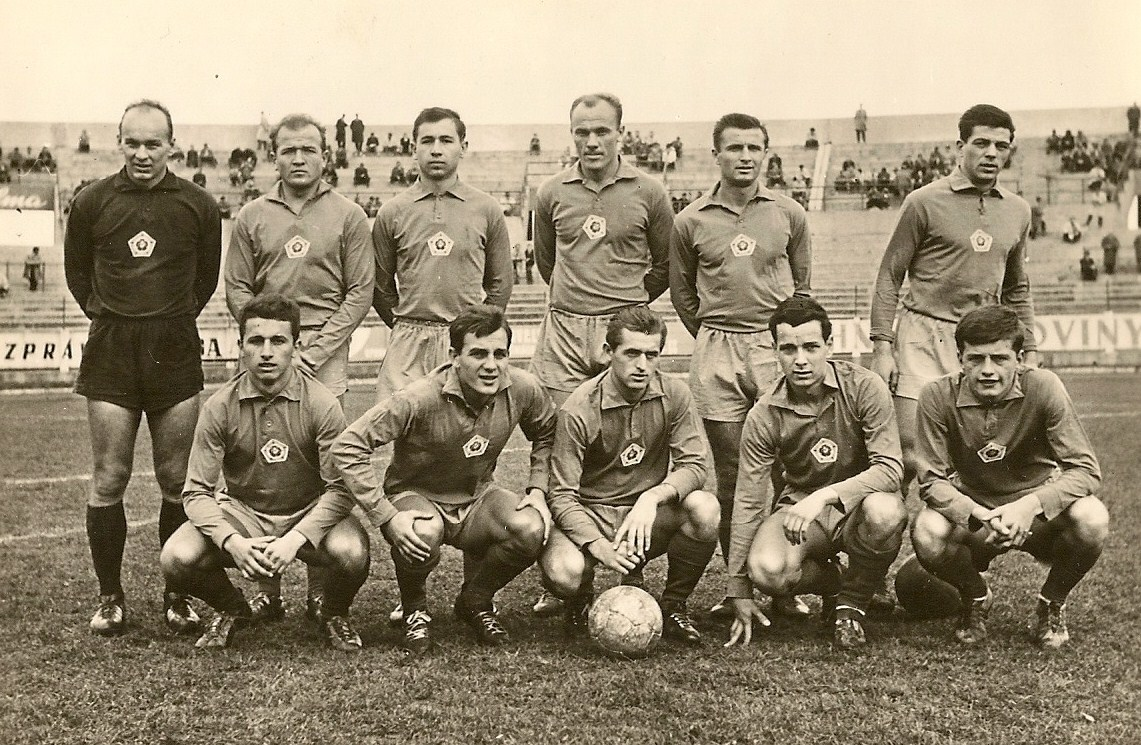
Mužstvo Slovanu ze sezóny 1963/64, ve kterém hráli reprezentanti Schrojf, Popluhár, Jokl nebo Cvetler

V roce 1962 získal Slovan premiérové vítězství v Československém poháru, které dokázal zopakovat i v následujícím ročníku. Na mistrovství světa v Chile se probojovalo Československo až do finále, kde prohrálo se silným brazilským výběrem v čele s legendárním Pelém. Byli přitom i brankář Slovanu Viliam Schrojf a obránce Ján Popluhár.
Sezóna 1965/66 znamenala pro belasé těžký boj o záchranu. Ale již o rok později mužstvo pod vedením trenéra Jána Hucka skončilo v lize na druhém místě. Postupně se tvořila parta výjimečných hráčů, které převzal v roce 1968 trenér Michal Vičan. Přinesl se sebou progresivní a zároveň rychlou koncepci hry. Po dalším vítězství v Československém poháru měl Slovan právo hrát v Poháru vítězů pohárů. V prvním kole si poradil s jugoslávským NK Bor a ve druhém kole vyřadil FC Porto. Zimní přípravu absolvovalo Vičanovo mužstvo v Argentině, kde mělo k dispozici kvalitní hrací plochy. Tato výhoda se projevila ve čtvrtfinále proti italskému Turín FC, který Slovan vyřadil po výsledcích 1:0 a 2:1. V semifinále čekal na bratislavský celek skotský Dunfermline Athletic FC. V těchto zápasech se zrodily výsledky 1:1 a 1:0, které Slovanu stačily na postup. Ve finále 21. května 1969 v Basileji o devatenácté hodině na stadionu sv. Jakuba nastoupil Slovan proti FC Barcelona. Po dramatickém průběhu utkání zvítězil 3:2 a stal se prvním mužstvem z bývalého Československa, které dokázalo vyhrát jednu z velkých evropských pohárových soutěží. Stalo se tak při oslavách 50. výročí založení klubu. Po návratu doprovázel vítěze z letiště v Ivance pri Dunaji do bratislavských ulic stotisícový dav. K oporám mužstva patřili Alexander Vencel, Ján Zlocha, Ľudovít Zlocha, Ján Čapkovič, Jozef Čapkovič, Ivan Hrdlička, Vladimír Hrivnák, Karol Jokl, Ľudovít Cvetler, Ladislav Móder a kapitán Alexander Horváth.

### Venglošova éra a pád do druhé ligy (1969–1990)
Na přelomu 60. a 70. let kulminovala rivalita mezi Slovanem a Spartakem Trnava. Anton Malatinský vybudoval v Trnavě tým, který získal v letech 1968 až 1973 pět ligových titulů. Jeho hegemonii dokázal narušit jedině Slovan a to v roce 1970. V těchto letech prožíval slovenský fotbal zlaté období. Svědčí o tom i fakt, že na Mistrovství světa do Mexika vycestovalo na 17 slovenských fotbalistů.

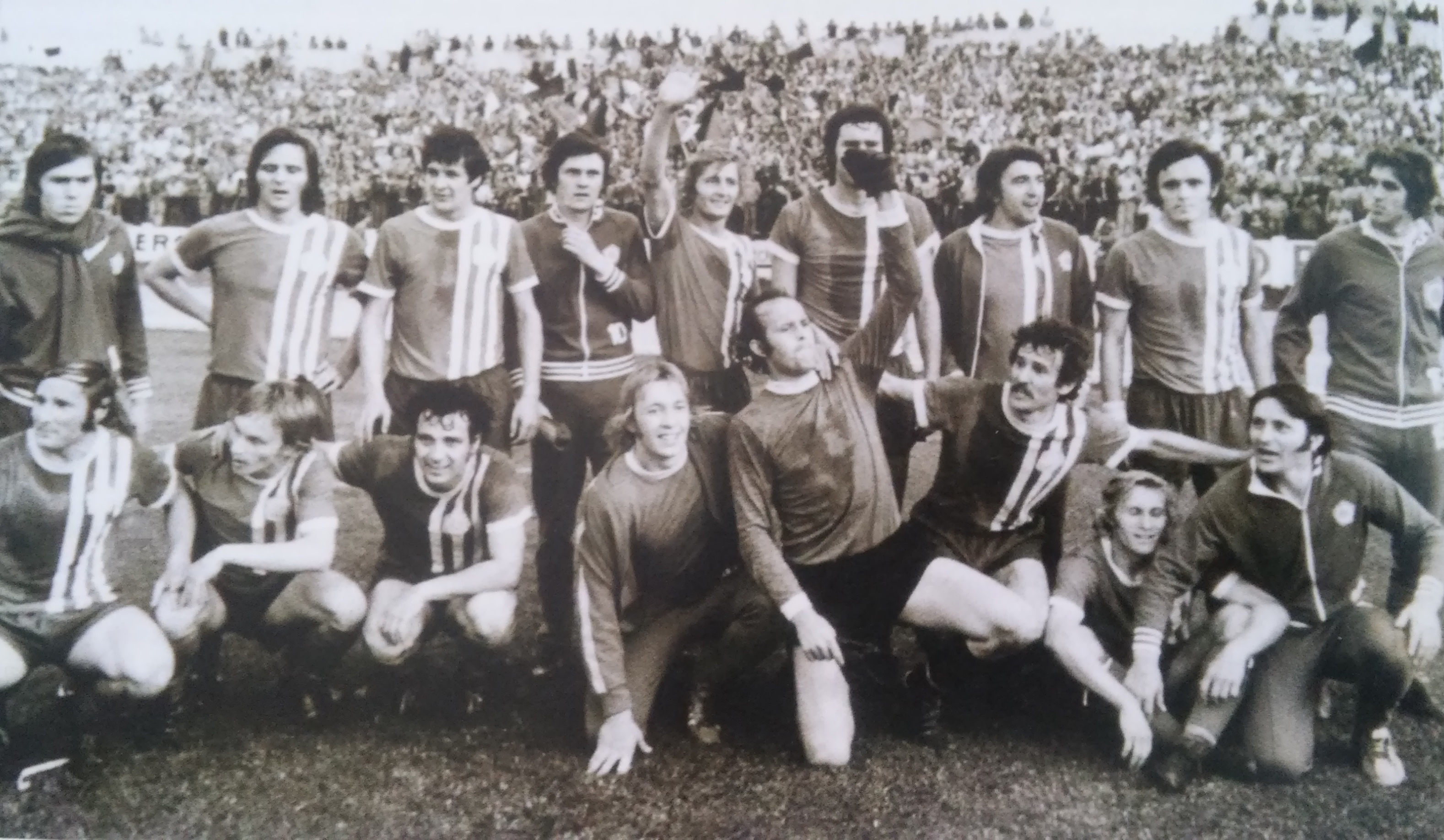
Fotbalisté Slovanu se v sezóně 1974/75 těšili ze zisku mistrovského titulu pod vedením slovenského trenéra 20. století Jozefa Vengloše

Novým trenérem Slovanu se stal na jaře 1973 jeho bývalý hráč a uznávaný odborník Jozef Vengloš. Začal zavádět profesionalismus a sofistikované poznatky do praxe. Změnila se starostlivost o hráče, jejich denní režim a systém hry. V sezónách 1973/74 a 1974/75 získal Slovan svůj šestý a sedmý titul v československé éře. Definitivně tak sesadil z trůnu „Veľkú“ Trnavu. Navíc, celý kalendářní rok 1975 mužstvo neprohrálo jediný zápas. O třetí titul v řadě za sebou přišli belasí i kvůli povinnostem většiny hráčů v reprezentačním mužstvu. Trenér Václav Ježek, kterému Vengloš dělal asistenta, připravoval mužstvo na Mistrovství Evropy 1976. Na něm dosáhl československý fotbal svůj nejvýraznější úspěch. Ve finálovém zápase v Bělehradě porazil mužstvo Německé spolkové republiky a získal titul mistra Evropy. Nastoupilo v něm šest hráčů Slovanů: Koloman Gögh, Ján Pivarník, Jozef Čapkovič, Ján Švehlík, Marián Masný a kapitán Anton Ondruš. Na soupisce byl i brankář Alexander Vencel.
V následujících sezónách zaznamenal Slovan ústup z nejvyšších pozic. V sezóně 1976/77 obsadil až osmé místo, skončil před ním i městský rival Inter. Na postu trenéra skončil Vengloš a na jeho místo se vrátil Michal Vičan. Při zisku bronzových medailí na Mistrovství Evropy 1980 byli na soupisce pouze tři hráči bratislavského klubu: Gögh, Masný a Ondruš. O dva roky později triumfoval Slovan v Československém poháru. Na několik let to byl jeho poslední úspěch.
V posledním zápase kvalifikace na Mistrovství Evropy 1984 proti Rumunsku na Tehelném poli nastoupil pouze jediný slovanista a to Milan Luhový. Slovan se propadal stále níž a v roce 1983 bojoval o záchranu v nejvyšší soutěží se Zbrojovkou Brno. Nepomohlo ani tříleté působení Antona Malatinského, strůjce trnavských úspěchu. V sezóně 1984/85 pak Slovan pod vedením Jána Hucka po padesáti letech vypadl z nejvyšší soutěže. Do této doby byl posledním týmem, který z ní nikdy nesestoupil. Po třech sezónách strávených v nižší soutěži se belasí vrátili do celostátní soutěže. Postup si vybojovali v sezóně 1987/88 pod vedením trenéra Jána Zachara, po kterém přebral taktovku na dvě sezóny Jozef Jankech.

### Úspěchy pod Galisovým vedením (1990–1996)
Od roku 1990 nese klub název ŠK Slovan Bratislava. Novým trenérem se stal před sezónou 1990/91 Dušan Galis, který předtím vedl rezervní mužstvo. Na nátlak hráčů a trenéra odstoupilo v prosinci stejného roku celé klubové vedení. Po vlivem politickoekonomických změn, které ještě výrazně nutili vedení klubu k profesionalismu i mimo hřiště, dostali důvěru vést Slovan pánové Jaroslav Čaniga, Juraj Münczner a renomovaný kardiochirurg Viliam Fischer. Hned v první sezóně pod taktovkou Dušana Galise skončil Slovan v ligové tabulce na druhém místě, o jediný bod za mistrovskou Spartou. Na Tehelné pole se opět začali vracet diváci. Alexander Vencel ml., Dušan Tittel, Ondrej Krištofík, Ladislav Pecko a Jaroslav Timko si vybojovali místo v reprezentačním týmu.
V září 1991 odehrál Slovan v Poháru UEFA 1991/1992 dvojzápas proti Realu Madrid. Po výsledcích 1:2 a 1:1 sice vypadl, ale zanechal výborný dojem. V ligovém ročníku neprohráli belasí 28 zápasů a na konci sezóny se radovali z osmého a posledního federálního titulu. Slovan na něj čekal sedmnáct let. Největší zásluhu na něm měli Alexander Vencel ml., Dušan Tittel, Ondrej Krištofík, Vladimír Kinder, Miloš Glonek, Ladislav Pecko, Tomáš Stúpala, Jaroslav Timko a nejlepší střelec soutěže Peter Dubovský. V tomto období procházel československý fotbal profesionalizací. Profesionální smlouvy podepsalo 21 hráčů z kádru Slovanu.
V poslední ročníku společné federální ligy získala titul Sparta, před Slavií, Slovan skončil třetí. Belasým nepomohlo ani Dubovského 21 gólů, díky kterým získal znovu korunu krále střelců. Mladý útočník následně přestoupil do slavného Realu Madrid. První ročník samostatné slovenské soutěže odehrálo dvanáct mužstev. Slovan se posílil před sezónou o Argentince Fabia Nigra, považovaného za nejlepšího legionáře v historii slovenské ligy. Belasí dominovali na všech frontách. Kromě titulu v nejvyšší soutěži získali Slovenský pohár a Slovenský superpohár. Do popředí se dostali hráči jako Róbert Tomaschek, Marián Zeman, Štefan Maixner nebo Pavol Gostič.
Ani v dalším období Slovan nenašel zdatného konkurenta. Ligový titul získali i v sezónách 1994/95 a 1995/96. Na jaře 1995 nahradil Dušana Galise na postě trenéra Anton Dragúň, kterého zanedlouho nahradil Karol Jokl. Od října ale znovu seděl na lavičce Galis. V prvních dvou ročnících prohrál Slovan po dvou zápasech, v třetím pouze jeden. I když měl trenér Galis k dispozici kvalitní mužstvo, v Evropě se mu nepodařilo prosadit. Doplatil na náročné losy, které mu přisoudily AC Milán, 1. FC Kaiserslautern nebo Borussii Dortmund.
V létě roku 1996 se dostal klub do finančních potíží, kvůli kterým nebyli hráčům vyplaceny mzdy. Výsledkem byl odchod několika hráčů do konkurenčních klubů a odvolání předsedy klubu Čanigu. Novým dočasným šéfem se stal Anton Ondruš. Začalo období velkých trenérských rošád, u týmu pak definitivně skončil Dušan Galis.

### Návrat na trůn a další vypadnutí (1996–2004)
Ekonomická situace se zlepšila až po příchodu nového vedení v čele s Jánem Duckým a hlavního sponzora SPP. Po dvou sezónách, v kterých získal titul 1. FC Košice, se Slovan vrátil na ligový trůn v sezóně 1998/99. Mužstvo vedené trenérem Stanislavem Grigou mělo v kádru reprezentanty Miroslava Königa, Stanislava Vargu, Milana Timka, Róberta Tomascheka, Jozefa Majoroše, Tibora Jančulu nebo Zsolta Hornyáka.
Oslavy mistrovského titulu a 80. výročí založení klubu překazila nečekaná událost. Předseda klubu, člen politické strany HZDS Ján Ducký byl mafiánským způsobem zastřelen před vlastním domem, čímž klub přišel i o podporu Slovenského plynárenského priemyslu. Na pět let se Slovan ocitl bez hlavního mecenáše. Klubu se nedařilo ani na sportovním poli. V předkole Ligy mistrů UEFA 1999/00 nečekaně vypadl s kyperským Anorthosis Famagusta. Trenér Griga byl odvolaný, odešlo několik opor a finanční krize se stále prohlubovala. Předseda správní rady Ľudovít Zlocha abdikoval na svůj post a nahradil ho Roman Dubeň.
Sezónu 2000/01 začal Slovan výborně, pod trenérem Stanislavem Jarábkem neprohrál prvních patnáct zápasů v lize a když předcházející ročník ukončili se sedmnácti neprohranými zápasy vytvořili nový slovenský rekord – 32 neprohraných zápasů v řadě za sebou. Ani to však na titul nestačilo, ten získal městský rival Inter. V dalších sezónách se Slovan stále více bořil do existenčních problémů. Na lavičce se měnili trenéři každou chvíli. Pozitivní změnu přinesl Dušan Radolský, ale titul nezískal ani s devatenácti přesnými zásahy Róberta Vitteka. Neúnosná situace vyvrcholila v sezóně 2003/04, v které skončili belasí na posledním desátém místě a ze soutěže vypadli. Narůstající dluhy nevyřešil ani Vittekův prodej do celku 1. FC Norimberk.

### Rekordní titul, postup do Evropské ligy, léta neúspěchů, triumfy v domácím poháru (2004–2018)
24. ledna 2005 byl Slovan prodán do rukou nového majitele a do čela klubu se postavil bývalý ministr hospodářství Ľudovít Černák. Jako jeden z prvních cílů si stanovil vyplacení dluhů bývalým hráčům klubu. V sezóně 2005/06 se Slovan po dvou letech vrátil do nejvyšší soutěže. V úvodní sezóně pod vedení zkušeného trenéra Jozefa Jankecha skončil na třetím místě.

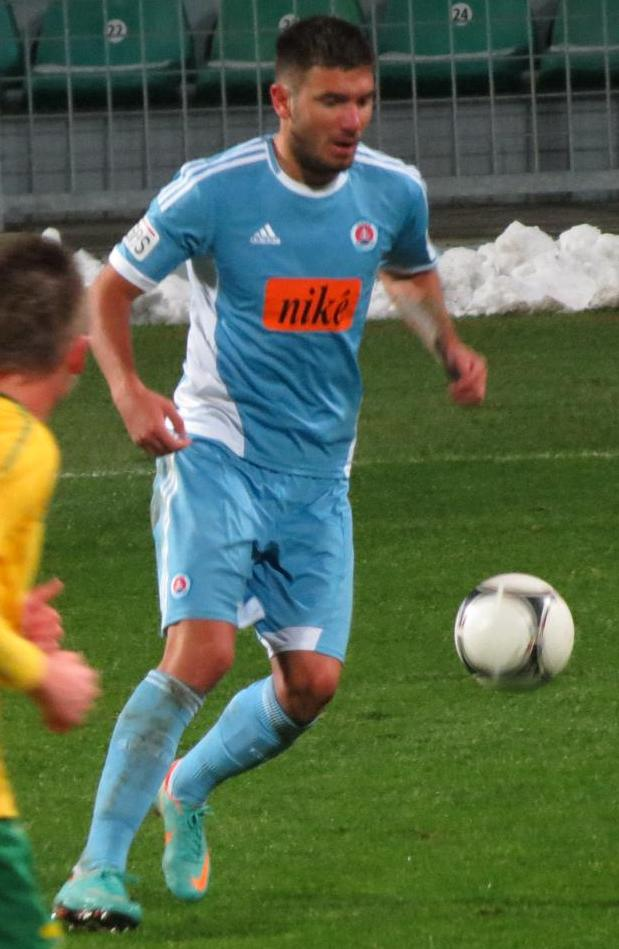
Srbský legionář a bývalý kapitán Slovanu Marko Milinković

V ročníku 2008/09 oslavoval klub 90. výročí svého založení. V této sezóně se po deseti letech vrátil na slovenský fotbalový trůn. Pod vedením Ladislava Pecka získal pátý titul v samostatné slovenské soutěži. Divácké návštěvy začaly narůstat. Novým majitelem klubu se stal podnikatel Ivan Kmotrík st., bývalý majitel Artmedie Petržalka. Do Slovanu přivedl Juraje Halenára a Branislava Obžeru, hráče jeho bývalého klubu. Králem střelců se stal Pavol Masaryk. Mužstvo okolo kapitána Samuela Slováka triumfovalo i v zápase o Superpohár. Při oslavách výročí přijel na Tehelné pole italský klub SSC Neapol. V úloze kapitána italského klubu se představil bývalý hráč Slovanu Marek Hamšík. V druhém předkole Ligy mistrů postoupili belasí přes bosenský HŠK Zrinjski Mostar, ale následně vypadli v dvojzápase s Olympiakosem Pireus. Po jarní části sezóny 2009/10 Slovan po 69 letech opustil stadion na Tehelnom poli, na kterém se začali plánovat demoliční práce. Plánovaná výstavba nového stadionu se i přes sliby vrcholných představitelů Slovanu dlouho neuskutečnila. Místo toho se jeho domovem staly Pasienky, dlouholeté sídlo největšího městského rivala, Interu.
Velmi úspěšná byla sezóna 2010/11. Svěřenci českého trenéra Karla Jarolíma předváděli výborné výkony a potřetí v klubové historii získali double – ligu i Slovenský pohár. V historické tabulce slovenské nejvyšší soutěže se díky šestému titule dostali před MŠK Žilina. S dvaceti góly se stal nejlepším střelcem sezóny Filip Šebo. Ve třetím předkole Ligy mistrů UEFA 2011/2012 nestačil Slovan na kyperský klub APOEL FC. Následně se představil ve čtvrtém předkole Evropské ligy, kde nečekaně vyřadil italský AS Řím. Díky tomu se premiérově probojoval do skupinové fáze této soutěže. Podobný úspěch se Slovanu podařil v sezóně 2012/13, kdy získal další double. Už po třetím kole odešel z postu trenéra bývalý kormidelník slovenské reprezentace Vladimír Weiss st. Na jeho místo přišel ještě donedávna aktivní hráč, Samuel Slovák. Účinkování v pohárové Evropě pro Slovan skončilo již u první překážky v podobě bulharského celku Ludogorec Razgrad.
Osmý titul v historii samostatného Slovenska získal Slovan v sezóně 2013/14. Po nevydařeném začátku se k mužstvu po sedmnácti letech vrátila legendární trenérská dvojice Dušan Galis – Jozef Valovič. Dalším navrátilcem byl kanonýr a odchovanec klubu Róbert Vittek, tehdy historicky nejlepší střelec slovenské reprezentace. Jediným zklamáním sezóny byla prohra ve finále Slovenského poháru proti FC VSS Košicím. V Lize mistrů nejprve Slovan vyřadil The New Saints FC a FC Šeriff Tiraspol. Jeho účinkování v nejprestižnější klubové soutěži ukončil běloruský FK BATE z Borisova. Napříč tomu se představil ve skupinové fázi Evropské ligy. V zápasech s Neapolí, Spartou Prahou a Young Boys Bern ovšem neuhrál ani bod a byl tak nejslabším účastníkem soutěže. Slovanu se nedařilo ani v lize, což vedlo k odvolání českého trenéra Františka Straky.
Následovaly sezony, kdy se klubu výsledkově ani herně nedařilo v předkolech Evropské ligy UEFA, domácím poháru ani nejvyšší soutěži. U týmu se mezitím prostřídalo mnoho hráčů i trenérů. Po Strakovi mužstvo převzali Jozef Chovanec, Dušan Tittel, fanoušky neoblíbený Kypřan Nikodemos Papavasiliou a krátce také Vladimír Koník. Jediným pozitivem tohoto období bylo zahájení výstavby nového Tehelného pole, jehož stavba začala 1. září 2016. Na lepší časy se začalo „blýskat“ v následujících sezonách, kdy mužstvo vybojovalo pod trenéry Ivanem Vukomanovićem (2016/2017) a Martinem Ševelou (2017/2018) domácí pohár.
Finále Slovenského poháru 2017/2018 se odehrálo 1. května 2018 v Trnavě, Slovan porazil MFK Ružomberok 3:1 v prodloužení a zajistil si účast v prvním předkole Evropské ligy. Kaňkou na vítězném utkání bylo chování viceprezidenta a generálního manažera Ivana Kmotríka mladšího. Ten nejprve o poločase navštívil šatnu rozhodčích, kam podle pravidel Slovenského fotbalového svazu nemá přístup, a po skončení zápasu vztyčil pravici a volal Heil Hitler. Za hrubé nesportovní chování byl Disciplinární komisí Slovenského fotbalového svazu potrestán pokutou 10 tisíc eur. V trestněprávní rovině (Zákon č. 300/2005 Trestného zákona SR § 422 Podpora a propagácia skupín smerujúcich k potlačeniu základných práv a slobôd) byl případ uzavřen až o rok a půl později, Kmotrík ml. vyvázl pokutou 5 000 eur.
V průběhu sezóny 2017/2018 přišli hráči jako například Vasil Božikov, Kenan Bajrić, Moha, Dávid Holman či kanonýr Andraž Šporar, kteří tvořili kostru celku i v následujících letech.

### Po návratu na Tehelné pole (po roce 2019)

#### Titul po pěti letech, double, historicky třetí účast v základní skupině Evropské ligy (2019–2020)

##### Sezóna 2018/2019
Před jarní částí ročníku 2018/2019 se belasí vrátili po letech na Tehelné pole, sezona to byla úspěšná, jelikož Slovan získal po pěti letech slovenský titul. Kaňkou však bylo administrativní vyřazení ve slovenském poháru a vypadnutí ve třetím předkole EL s Rapidem Vídeň. 
Ve Slovenském poháru Slovan sice zvítězil v Horných Orešanech 2:0, avšak z administrativních důvodů byl zápas zkontumován ve prospěch soupeře. Důvodem byl neoprávněný start Marina Ljubičiče, který jen pár dní před zápasem přišel do Slovanu z konkurenční Dunajské Stredy, přičemž za svého bývalého zaměstnavatele předtím nastoupil ve stejné fázi soutěže.

##### Sezóna 2019/2020
V létě 2019 bylo mužstvo překvapivě vyřazeno v prvním předkole Ligy mistrů UEFA 2019/2020 s černohorským klubem FK Sutjeska Nikšić. Vyřazení odnesl trenér Martin Ševela, který byl stejně jako jeho asistent Ivan Vrabec odvolán. Trenérské žezlo pak nakrátko převzal Vladimir Radenkovič a po něm Ján Kozák ml. Pod jeho vedením se belasí po postupu přes kosovský klub KF Feronikeli (výhry doma 2:1 a venku 2:0), tým Dundalk FC z Irska (výhry doma 1:0 a venku 3:1) a řecké mužstvo PAOK Soluň (výhra doma 1:0 a prohra venku 2:3) dostali potřetí v historii klubu do základní skupiny Evropské ligy UEFA. V ní Slovan v konfrontaci s týmy Beşiktaş JK (Turecko), SC Braga (Portugalsko) a Wolverhampton Wanderers FC (Anglie) skončil se čtyřmi body na třetím místě tabulky a do jarního play-off nepostoupil. V ročníku 2019/2020 vybojovali belasí popáté v historii mužstva double a i díky účinkování ve skupinové fázi EL zažili jednu z nejpovedenějších sezon. V průběhu jara 2020 navíc klub posílil slovenský záložník se zkušenostmi z reprezentace Vladimír Weiss ml.

#### Dvě trenérské změny v ročníku, éra po návratu trenéra Vladimíra Weisse (2020–)

##### Sezóna 2020/2021
Následující sezona nezačala pro Slovan dobře, slovenský klub měl původně startovat v prvním předkole Ligy mistrů, avšak z důvodu nakažení několika členů týmu koronavirem byl zápas kontumován pro družstvo KÍ Klaksvík z Faerských ostrovů a Slovan následně vypadl i ve druhém předkole Evropské ligy, kde podlehl finskému celku Kuopion Palloseura 1:2 po penaltovém rozstřelu. Nepříliš herně i výsledkově povedený vstup do ročníku odnesl trenér Ján Kozák, který byl odvolán a nahrazen slovinským koučem Darkem Milaničem, pod ním se mužstvo zvedlo, avšak ani on nevedl Slovan do konce sezony, jelikož byl dvě kola před koncem po mnoha bodových ztrátách nahrazen Vladimírem Weissem st., který se tak vrátil do tohoto bratislavského týmu po téměř devíti letech. Slovan Bratislava po roce získal opět double, který poprvé v historii mužstva dokázal obhájit.

##### Sezóna 2021/2022
Na podzim 2021 Slovan postoupil přes Shamrock Rovers z Irska (výhra 2:0 doma a prohra 1:2 venku) do druhého předkola Ligy mistrů UEFA 2021/2022 a v něm vypadli hráči se švýcarským klubem BSC Young Boys z Bernu po domácí remíze 0:0 a venkovní prohře 2:3. Následně byl slovenský tým přesunut do předkol Evropské ligy UEFA 2021/2022, kde nejprve vyřadil ve třetím předkole Lincoln Red Imps FC z Gibraltaru (výhra 3:1 venku a remíza 1:1 doma), avšak ve čtvrtém předkole - play-off nepřešel přes řecké mužstvo Olympiakos Pireus (prohra 0:3 venku a remíza 2:2 doma) do skupinové fáze této soutěže. Slovan však byl zařazen do základní skupiny F Evropské konferenční ligy UEFA 2021/2022, kde v konfrontaci se soupeři: FC Kodaň (Dánsko) - (prohry doma 1:3 a venku 0:2), PAOK Soluň (Řecko) – (remízy venku 1:1 a doma 0:0) a stejně jako v kvalifikaci s Lincolnem Red Imps - (výhry doma 2:0 a venku 4:1) skončil na třetím místě tabulky, což na postup do jarní vyřazovací fáze nestačilo. V ročníku 2021/2022 vybojoval klub již čtvrtý titulu v řadě, což Slovan dokázal jako první v historii slovenského fotbalu. Ve stejné sezoně vyhrál ligu i hokejový Slovan Bratislava, což se stalo poprvé ve společné historii, aby v jednom ročníku vybojoval titul hokejový i fotbalový Slovan Bratislava. Fotbalový Slovan však nezískal domácí pohár, jelikož prohrál ve finále v derby se Spartakem Trnava 1:2 po prodloužení.

##### Sezóna 2022/2023
Na začátku sezony nejprve nakrátko skončil trenér Weiss, avšak po pár dnech se s vedením dohodl na nové roční smlouvě. Slovan postoupil po domácí remíze 0:0 a venkovním vítězství 2:1 po prodloužení přes Dinamo Batumi z Gruzie do druhého předkola Ligy mistrů UEFA 2022/2023, v němž však nestačil po výhře 2:1 venku a prohře 1:4 doma na maďarský celek Ferencvárosi TC z hlavního města Budapešti. Následně nepřešel ani po přesunu do třetího předkola Evropské ligy UEFA 2022/2023 přes Olympiakos Pireus z Řecka (remíza 1:1 venku a prohra 2:3 doma po penaltovém rozstřelu), avšak hrál ještě ve čtvrtém předkole - play-off Evropské konferenční ligy UEFA 2022/2023 proti bosenskému mužstvu HŠK Zrinjski Mostar, kde po venkovní prohře 0:1 a výhře 3:1 po rozstřelu z pokutových kopů vybojoval postup do skupinové fáze této soutěže. Slovan Bratislava byl zařazen do základní skupiny H, kde v konfrontaci se soupeři: FC Basilej (Švýcarsko) - (výhra 2:0 venku a remíza 3:3 doma), FK Žalgiris (Litva) - (remíza 0:0 doma a výhra 2:1 venku) a FC Pjunik Jerevan (Arménie) - (prohra 0:2 venku a výhra 2:1 doma) postoupil se ziskem 11 bodů jako vítěz skupiny poprvé v novodobé historii Slovanu do jarní vyřazovací fáze některé evropské pohárové soutěže. V ní následně vypadl po penaltovém rozstřelu v osmifinále s Basilejí. Na konci ročníku klub stejně jako v předešlém získal ligový primát, avšak opět ve finále slovenského poháru nestačil na Spartak Trnava, kterému podlehl 1:3 po prodloužení.

##### Sezóna 2023/2024
Na podzim 2023 Slovan postoupil přes lucemburský tým FC Swift Hesper (remíza 1:1 doma a výhra 2:0 venku) a celek HŠK Zrinjski Mostar z Bosny a Hercegoviny (výhra 1:0 venku a remíza 2:2 doma) do třetího předkola Ligy mistrů UEFA 2023/2024, ve kterém vypadl po prohrách 1:2 doma a 1:3 venku s izraelským mužstvem Makabi Haifa FC a byl přesunut do čtvrtého předkola - play-off Evropské ligy UEFA 2023/2024, kde nepostoupil po domácí výhře 2:1 a prohře 2:6 venku přes klub Aris Limassol z Kypru a kvalifikoval se tak do skupinové fáze Evropské Konferenční ligy UEFA 2023/2024. Slovan Bratislava byl zařazen do základní skupiny A, kde v konfrontaci s týmy Lille OSC (Francie) - (prohra 1:2 venku a remíza 1:1 doma), NK Olimpija Lublaň (Slovinsko) - (výhra 1:0 venku a prohra 1:2 doma) a KÍ Klaksvík (Faerské ostrovy) - (výhry doma i venku 2:1) skončil se ziskem deseti bodů na druhém místě tabulky a podruhé za sebou postoupil do jarní vyřazovací části této soutěže. V ní však vypadl již v šestnáctifinále po prohrách 1:4 venku a 0:1 doma se Sturmem Graz z Rakouska. Ani třetí rok v řadě mužstvo nevybojovalo domácí pohár, tentokrát vypadlo už ve čtvrtfinále po domácí prohře 1:3 s mužstvem FK Železiarne Podbrezová. V jarní části této sezony získal Slovan šestý ligový titul v řadě a celkově jubilejnímu 30. v historii klubu.

##### Sezóna 2024/2025
V podzimní části ročníku postoupil Slovan poprvé ve své historii přes severomakedonský tým FC Struga (výhry 4:2 doma a 2:1 venku), mužstvo NK Celje ze Slovinska (remíza 1:1 venku a výhra 5:0 doma), klub APOEL FC z kyperského města Nikósie (výhra 2:0 doma a remíza 0:0 venku) a celek FC Midtjylland z Dánska (remíza 1:1 venku a výhra 3:2 doma) z prvního předkola až do hlavní části Ligy mistrů UEFA 2024/2025. V ligové fázi tehdy hrající se tehdy novým formátem se hráči střetli s mužstvy Manchester City FC (Anglie) - (prohra 0:4 doma), FC Bayern Mnichov (Německo) - (prohra 1:3 venku), Atlético Madrid (Španělsko) - (prohra 1:3 venku), AC Milán (Itálie) - (prohra 2:3 doma), GNK Dinamo Záhřeb (Chorvatsko) - (prohra 1:4 doma), Celtic FC (Skotsko) - (prohra 1:5 venku), VfB Stuttgart (Německo) - (prohra 1:3 doma) a Girona FC (Španělsko) - (prohra 0:2 venku) a v konečné tabulce složené ze všech klubů postoupivších do ligové fáze skončili na 35. místě a do vyřazovací fáze nepostoupili. Na jaře 2025 vybojoval Slovan sedmý titul v řadě, avšak ani tuto sezonu nezískal slovenský pohár, když vypadl v semifinále se Spartakem Trnava.

## Získané trofeje

### Vyhrané domácí soutěže
- 1. československá fotbalová liga (8×)
  - 1949, 1950, 1951, 1955, 1969/1970, 1973/1974, 1974/1975, 1991/1992
- 1. slovenská fotbalová liga (23×)[23]
  - 1926, 1927, 1930, 1932, 1939/1940, 1940/1941, 1941/1942, 1943/1944, 1993/1994, 1994/1995, 1996/1996, 1998/1999, 2008/2009, 2010/2011, 2012/2013, 2013/2014, 2018/2019, 2019/2020, 2020/2021, 2021/2022, 2022/2023, 2023/2024, 2024/2025
- Československý pohár (5×)
  - 1962, 1963, 1968, 1974, 1982
- Slovenský fotbalový pohár (17×)
  - 1969/1970, 1971/1972, 1972/1974, 1975/1976, 1981/1982, 1982/1983, 1988/1989, 1993/1994, 1996/1997, 1998/1999, 2009/2010, 2010/2011, 2012/2013, 2016/2017[24], 2017/2018, 2019/2020, 2020/2021
- Slovenský fotbalový superpohár (4×)
  - 1994, 1996, 2009, 2014

### Vyhrané mezinárodní soutěže
- Pohár vítězů pohárů (1×)
  - 1968/1969

## Vývoj názvů klubu
- 1919 – 1. Čs. ŠK Bratislava (Prvý československý športový klub Bratislava)
- 1939 – ŠK Bratislava (Športový klub Bratislava)
- 1948 – Sokol NV Bratislava (Sokol Národný výbor Bratislava)
- 1953 – TJ ÚNV Slovan Bratislava (Telovýchovná jednota Ústredný národný výbor Slovan Bratislava)
- 1961 – TJ Slovan ChZJD Bratislava (Telovýchovná jednota Slovan Chemické závody Juraja Dimitrova Bratislava)
- 1990 – ŠK Slovan Bratislava (Športový klub Slovan Bratislava)

## Soupiska
Pozn.: Vlajky znamenají příslušnost k národnímu týmu, jak ji definují pravidla FIFA. Obecně mohou hráči mít i více občanství souběžně.
| #  | Pozice | Hráč               |
| -- | ------ | ------------------ |
| 3  | Z      | Peter Pokorný      |
| 4  | O      | Guram Kašia        |
| 5  | Z      | Rahim Ibrahim      |
| 6  | O      | Kevin Wimmer       |
| 7  | Z      | Vladimír Weiss (C) |
| 8  | Z      | Artur Gajdoš       |
| 9  | Ú      | Mykola Kucharevič  |
| 10 | Z      | Marko Tolić        |
| 11 | Z      | Tigran Barseghjan  |
| 12 | O      | Kenan Bajrić       |
| 13 | Ú      | David Strelec      |
| 14 | Ú      | Alasana Yirajang   |
| 16 | Z      | Maxim Mateáš       |
| 17 | O      | Jurij Medveděv     |

| #  | Pozice | Hráč              |
| -- | ------ | ----------------- |
| 18 | Z      | Nino Marcelli     |
| 19 | O      | Sidoine Fogning   |
| 20 | Z      | Alen Mustafić     |
| 21 | Ú      | Róbert Mak        |
| 23 | O      | Sharani Zuberu    |
| 26 | Z      | Filip Lichý       |
| 28 | O      | César Blackman    |
| 31 | B      | Martin Trnovský   |
| 44 | B      | Matúš Macík       |
| 57 | O      | Sandro Cruz       |
| 71 | B      | Dominik Takáč     |
| 77 | Z      | Danylo Ignatenko  |
| 88 | Z      | Kyriakos Savvidis |
| 97 | Ú      | Kelvin Ofori      |

### Léto 2025 změny v kádru
- Odešli

| Národnost | Jméno           | Kam                    | Poznámka        |
| --------- | --------------- | ---------------------- | --------------- |
| Slovensko | Andrej Mikoláš  | OFK Malženice          | Konec smlouvy   |
| Slovensko | Lukáš Pauschek  | MFK Zemplín Michalovce | Konec smlouvy   |
| Belgie    | Siemen Voet     | TSV 1860 München       | Konec smlouvy   |
| Slovensko | Matúš Vojtko    | Lechia Gdańsk          | Konec smlouvy   |
| Slovensko | Juraj Kucka     | FC Baník Prievidza     | Konec smlouvy   |
| Slovensko | Július Szöke    | AEL Limassol           | Přestup         |
| Togo      | Idjessi Metsoko | FC Viktoria Plzeň      | Konec hostování |

- Přišli

| Národnost | Jméno             | Odkud                    | Poznámka               |
| --------- | ----------------- | ------------------------ | ---------------------- |
| Angola    | Sandro Cruz       | Gil Vicente FC           | Přestup                |
| Kamerun   | Sidoine Fogning   | Boavista FC              | Roční hostování s opcí |
| Slovensko | Artur Gajdoš      | AS Trenčín               | Návrat z hostování     |
| Slovensko | Filip Lichý       | FK Dukla Praha           | Návrat z hostování     |
| Slovensko | Peter Pokorný     | Śląsk Wrocław            | Po skončení smlouvy    |
| Ukrajina  | Mykola Kucharevič | Swansea City AFC         | Přestup                |
| Ghana     | Kelvin Ofori      | FC Spartak Trnava        | Po skončení smlouvy    |
| Gambie    | Alasana Yirajang  | FK Železiarne Podbrezová | Přestup                |

## Umístění v jednotlivých sezonách
Stručný přehled
Zdroj: 
- 1935–1938: Státní liga
- 1938–1944: 1. slovenská liga
- 1945–1946: Státní liga – sk. A
- 1946–1948: Státní liga
- 1949–1950: Celostátní československé mistrovství
- 1951–1952: Mistrovství československé republiky
- 1953–1955: Přebor československé republiky
- 1956–1985: 1. liga
- 1985–1988: 1. SNFL
- 1988–1993: 1. liga (ČSR)
- 1993–2004: 1. liga (SR)
- 2004–2006: 2. liga
- 2006–: 1. liga

Jednotlivé ročníky
Zdroj: 
Legenda: Z – zápasy, V – výhry, R – remízy, P – porážky, VG – vstřelené góly, OG – obdržené góly, +/− – rozdíl skóre, B – body, červené podbarvení – sestup, zelené podbarvení – postup, světle fialové podbarvení – přesun do jiné soutěže
| Československo (1935–1938) |                                       |        |    |    |    |    |     |    |     |    |        |
| Sezóny                     | Liga                                  | Úroveň | Z  | V  | R  | P  | VG  | OG | +/− | B  | Pozice |
| 1935/1936                  | Státní liga                           | 1      | 26 | 10 | 5  | 11 | 50  | 61 | −11 | 25 | 7.     |
| 1936/1937                  | Státní liga                           | 1      | 22 | 11 | 5  | 6  | 44  | 36 | +8  | 27 | 4.     |
| 1937/1938                  | Státní liga                           | 1      | 22 | 10 | 1  | 11 | 46  | 53 | −7  | 21 | 5.     |
| Slovensko (1938–1944)      |                                       |        |    |    |    |    |     |    |     |    |        |
| Sezóny                     | Liga                                  | Úroveň | Z  | V  | R  | P  | VG  | OG | +/− | B  | Pozice |
| 1938/1939                  | 1. slovenská liga                     | 1      | 8  | 7  | 1  | 0  | 30  | 11 | +19 | 15 | 2.     |
| 1939/1940                  | 1. slovenská liga                     | 1      | 22 | 18 | 1  | 3  | 100 | 22 | +78 | 37 | 1.     |
| 1940/1941                  | 1. slovenská liga                     | 1      | 22 | 14 | 4  | 4  | 90  | 33 | +57 | 32 | 1.     |
| 1941/1942                  | 1. slovenská liga                     | 1      | 22 | 13 | 5  | 4  | 82  | 35 | +47 | 31 | 1.     |
| 1942/1943                  | 1. slovenská liga                     | 1      | 22 | 14 | 2  | 6  | 72  | 33 | +39 | 30 | 2.     |
| 1943/1944                  | 1. slovenská liga                     | 1      | 22 | 18 | 2  | 2  | 121 | 34 | +87 | 38 | 1.     |
| Československo (1945–1993) |                                       |        |    |    |    |    |     |    |     |    |        |
| Sezóny                     | Liga                                  | Úroveň | Z  | V  | R  | P  | VG  | OG | +/− | B  | Pozice |
| 1945/1946                  | Státní liga – sk. A                   | 1      | 18 | 9  | 3  | 6  | 54  | 41 | +13 | 21 | 3.     |
| 1946/1947                  | Státní liga                           | 1      | 26 | 13 | 2  | 11 | 78  | 48 | +30 | 28 | 6.     |
| 1947/1948                  | Státní liga                           | 1      | 20 | 10 | 4  | 6  | 57  | 31 | +26 | 24 | 3.     |
| 1949                       | Celostátní československé mistrovství | 1      | 26 | 18 | 5  | 3  | 93  | 33 | +60 | 41 | 1.     |
| 1950                       | Celostátní československé mistrovství | 1      | 26 | 16 | 3  | 7  | 62  | 35 | +27 | 35 | 1.     |
| 1951                       | Mistrovství československé republiky  | 1      | 26 | 14 | 5  | 7  | 58  | 36 | +22 | 33 | 1.     |
| 1952                       | Mistrovství československé republiky  | 1      | 26 | 18 | 4  | 4  | 59  | 25 | +34 | 40 | 2.     |
| 1953                       | Přebor československé republiky       | 1      | 13 | 5  | 3  | 5  | 26  | 21 | +5  | 13 | 9.     |
| 1954                       | Přebor československé republiky       | 1      | 22 | 10 | 5  | 7  | 35  | 28 | +7  | 25 | 5.     |
| 1955                       | Přebor československé republiky       | 1      | 22 | 13 | 5  | 4  | 41  | 14 | +27 | 31 | 1.     |
| 1956                       | 1. liga                               | 1      | 22 | 10 | 7  | 5  | 37  | 23 | +14 | 27 | 2.     |
| 1957/1958                  | 1. liga                               | 1      | 33 | 15 | 7  | 11 | 58  | 45 | +13 | 37 | 4.     |
| 1958/1959                  | 1. liga                               | 1      | 26 | 8  | 8  | 10 | 38  | 36 | +2  | 24 | 8.     |
| 1959/1960                  | 1. liga                               | 1      | 26 | 12 | 8  | 6  | 53  | 31 | +22 | 32 | 2.     |
| 1960/1961                  | 1. liga                               | 1      | 26 | 12 | 5  | 9  | 45  | 29 | +16 | 29 | 3.     |
| 1961/1962                  | 1. liga                               | 1      | 26 | 13 | 1  | 12 | 51  | 38 | +13 | 27 | 7.     |
| 1962/1963                  | 1. liga                               | 1      | 26 | 10 | 5  | 11 | 45  | 40 | +5  | 25 | 7.     |
| 1963/1964                  | 1. liga                               | 1      | 26 | 14 | 7  | 5  | 50  | 25 | +25 | 35 | 2.     |
| 1964/1965                  | 1. liga                               | 1      | 26 | 7  | 14 | 5  | 35  | 26 | +9  | 28 | 6.     |
| 1965/1966                  | 1. liga                               | 1      | 26 | 9  | 7  | 10 | 34  | 29 | +5  | 25 | 7.     |
| 1966/1967                  | 1. liga                               | 1      | 26 | 14 | 7  | 5  | 33  | 17 | +16 | 35 | 2.     |
| 1967/1968                  | 1. liga                               | 1      | 26 | 13 | 4  | 9  | 36  | 20 | +16 | 30 | 2.     |
| 1968/1969                  | 1. liga                               | 1      | 26 | 12 | 10 | 4  | 35  | 18 | +17 | 34 | 2.     |
| 1969/1970                  | 1. liga                               | 1      | 30 | 16 | 11 | 3  | 39  | 15 | +24 | 43 | 1.     |
| 1970/1971                  | 1. liga                               | 1      | 30 | 11 | 10 | 9  | 34  | 28 | +6  | 32 | 6.     |
| 1971/1972                  | 1. liga                               | 1      | 30 | 18 | 6  | 6  | 68  | 37 | +31 | 42 | 2.     |
| 1972/1973                  | 1. liga                               | 1      | 30 | 12 | 5  | 13 | 32  | 31 | +1  | 29 | 8.     |
| 1973/1974                  | 1. liga                               | 1      | 30 | 15 | 7  | 8  | 58  | 39 | +19 | 37 | 1.     |
| 1974/1975                  | 1. liga                               | 1      | 30 | 16 | 7  | 7  | 72  | 34 | +38 | 39 | 1.     |
| 1975/1976                  | 1. liga                               | 1      | 30 | 15 | 6  | 9  | 49  | 25 | +24 | 36 | 2.     |
| 1976/1977                  | 1. liga                               | 1      | 30 | 12 | 5  | 13 | 44  | 38 | +6  | 29 | 8.     |
| 1977/1978                  | 1. liga                               | 1      | 30 | 11 | 7  | 12 | 53  | 46 | +7  | 29 | 8.     |
| 1978/1979                  | 1. liga                               | 1      | 30 | 8  | 12 | 10 | 35  | 32 | +3  | 28 | 10.    |
| 1979/1980                  | 1. liga                               | 1      | 30 | 11 | 7  | 12 | 31  | 35 | −4  | 29 | 11.    |
| 1980/1981                  | 1. liga                               | 1      | 30 | 12 | 5  | 13 | 40  | 38 | +2  | 29 | 9.     |
| 1981/1982                  | 1. liga                               | 1      | 30 | 11 | 7  | 12 | 42  | 47 | −5  | 29 | 10.    |
| 1982/1983                  | 1. liga                               | 1      | 30 | 8  | 10 | 12 | 34  | 51 | −17 | 26 | 13.    |
| 1983/1984                  | 1. liga                               | 1      | 30 | 8  | 11 | 11 | 45  | 46 | −1  | 27 | 9.     |
| 1984/1985                  | 1. liga                               | 1      | 30 | 6  | 7  | 17 | 24  | 59 | −35 | 19 | 16.    |
| 1985/1986                  | 1. SNFL                               | 2      | 30 | 17 | 8  | 5  | 45  | 23 | +22 | 42 | 2.     |
| 1986/1987                  | 1. SNFL                               | 2      | 30 | 20 | 5  | 5  | 60  | 17 | +43 | 45 | 2.     |
| 1987/1988                  | 1. SNFL                               | 2      | 30 | 19 | 7  | 4  | 51  | 18 | +33 | 45 | 1.     |
| 1988/1989                  | 1. liga                               | 1      | 30 | 13 | 4  | 13 | 41  | 39 | +2  | 30 | 7.     |
| 1989/1990                  | 1. liga                               | 1      | 30 | 10 | 15 | 5  | 29  | 25 | +4  | 35 | 5.     |
| 1990/1991                  | 1. liga                               | 1      | 30 | 16 | 6  | 8  | 42  | 27 | +15 | 38 | 2.     |
| 1991/1992                  | 1. liga                               | 1      | 30 | 23 | 5  | 2  | 60  | 19 | +41 | 51 | 1.     |
| 1992/1993                  | 1. liga                               | 1      | 30 | 19 | 4  | 7  | 61  | 31 | +30 | 42 | 3.     |
| Slovensko (1993–)          |                                       |        |    |    |    |    |     |    |     |    |        |
| Sezóny                     | Liga                                  | Úroveň | Z  | V  | R  | P  | VG  | OG | +/− | B  | Pozice |
| 1993/1994                  | 1. liga                               | 1      | 32 | 20 | 10 | 2  | 63  | 28 | +35 | 50 | 1.     |
| 1994/1995                  | 1. liga                               | 1      | 32 | 21 | 9  | 2  | 63  | 25 | +38 | 72 | 1.     |
| 1995/1996                  | 1. liga                               | 1      | 32 | 22 | 9  | 1  | 79  | 20 | +59 | 75 | 1.     |
| 1996/1997                  | 1. liga                               | 1      | 30 | 15 | 5  | 10 | 49  | 33 | +16 | 50 | 3.     |
| 1997/1998                  | Mars superliga                        | 1      | 30 | 12 | 9  | 9  | 41  | 36 | +5  | 45 | 5.     |
| 1998/1999                  | Mars superliga                        | 1      | 30 | 21 | 7  | 2  | 56  | 11 | +45 | 70 | 1.     |
| 1999/2000                  | Mars superliga                        | 1      | 30 | 16 | 9  | 5  | 52  | 18 | +34 | 57 | 3.     |
| 2000/2001                  | Mars superliga                        | 1      | 36 | 21 | 8  | 7  | 84  | 49 | +35 | 71 | 2.     |
| 2001/2002                  | Mars superliga                        | 1      | 36 | 14 | 9  | 13 | 42  | 39 | +3  | 51 | 6.     |
| 2002/2003                  | 1. liga                               | 1      | 36 | 19 | 6  | 11 | 60  | 42 | +18 | 63 | 3.     |
| 2003/2004                  | Corgoň liga                           | 1      | 36 | 6  | 11 | 19 | 37  | 58 | −21 | 29 | 10.    |
| 2004/2005                  | 2. liga                               | 2      | 30 | 14 | 8  | 8  | 37  | 24 | +13 | 50 | 3.     |
| 2005/2006                  | 2. liga                               | 2      | 30 | 19 | 6  | 5  | 47  | 25 | +22 | 63 | 2.     |
| 2006/2007                  | Corgoň liga                           | 1      | 28 | 11 | 8  | 9  | 35  | 33 | +2  | 41 | 3.     |
| 2007/2008                  | Corgoň liga                           | 1      | 33 | 15 | 6  | 12 | 46  | 37 | +9  | 51 | 5.     |
| 2008/2009                  | Corgoň liga                           | 1      | 33 | 21 | 7  | 5  | 69  | 25 | +44 | 70 | 1.     |
| 2009/2010                  | Corgoň liga                           | 1      | 33 | 21 | 7  | 5  | 54  | 24 | +30 | 70 | 2.     |
| 2010/2011                  | Corgoň liga                           | 1      | 33 | 20 | 8  | 5  | 52  | 21 | +31 | 68 | 1.     |
| 2011/2012                  | Corgoň liga                           | 1      | 33 | 16 | 11 | 6  | 48  | 35 | +13 | 59 | 3.     |
| 2012/2013                  | Corgoň liga                           | 1      | 33 | 16 | 11 | 6  | 56  | 33 | +23 | 59 | 1.     |
| 2013/2014                  | Corgoň liga                           | 1      | 33 | 24 | 3  | 6  | 63  | 32 | +31 | 75 | 1.     |
| 2014/2015                  | Fortuna liga                          | 1      | 33 | 18 | 3  | 12 | 49  | 42 | +7  | 57 | 3.     |
| 2015/2016                  | Fortuna liga                          | 1      | 33 | 20 | 9  | 4  | 50  | 25 | +25 | 69 | 2.     |
| 2016/2017                  | Fortuna liga                          | 1      | 30 | 18 | 3  | 9  | 54  | 34 | +20 | 57 | 2.     |
| 2017/2018                  | Fortuna liga                          | 1      | 32 | 17 | 8  | 7  | 58  | 37 | +21 | 59 | 2.     |
| 2018/2019                  | Fortuna liga                          | 1      | 32 | 25 | 5  | 2  | 84  | 33 | +51 | 80 | 1.     |
| 2019/2020                  | Fortuna liga                          | 1      | 27 | 21 | 5  | 1  | 57  | 14 | +43 | 68 | 1.     |
| 2020/2021                  | Fortuna liga                          | 1      | 32 | 22 | 5  | 5  | 78  | 28 | +50 | 71 | 1.     |
| 2021/2022                  | Fortuna liga                          | 1      | 32 | 22 | 8  | 2  | 71  | 25 | +46 | 74 | 1.     |
| 2022/2023                  | Fortuna liga                          | 1      | 32 | 21 | 6  | 5  | 65  | 32 | +33 | 69 | 1.     |
| 2023/2024                  | Niké liga                             | 1      | 32 | 23 | 4  | 5  | 76  | 31 | +45 | 73 | 1.     |
| 2024/2025                  | Niké liga                             | 1      | 32 | 22 | 6  | 4  | 74  | 39 | +45 | 72 | 1.     |

## Účast v evropských pohárech
| Ročník    | Soutěž                       | Kolo               | Klub                          | Doma    | Venku   | Celkem  |
| --------- | ---------------------------- | ------------------ | ----------------------------- | ------- | ------- | ------- |
| 1956/1957 | Pohár mistrů evropských zemí | Předkolo           | CKWS Warszawa                 | 4:0     | 0:2     | 4:2     |
| 1956/1957 | Pohár mistrů evropských zemí | 1. kolo            | Grasshoppers Zürich           | 1:0     | 0:2     | 1:2     |
| 1962/1963 | Pohár vítězů pohárů          | 1. kolo            | FC Lausanne-Sport             | 1:0     | 1:1     | 2:1     |
| 1962/1963 | Pohár vítězů pohárů          | Čtvrtfinále        | Tottenham Hotspur FC          | 2:0     | 0:6     | 2:6     |
| 1963/1964 | Pohár vítězů pohárů          | Předkolo           | Helsingin Palloseura          | 8:1     | 4:1     | 12:2    |
| 1963/1964 | Pohár vítězů pohárů          | 1. kolo            | Borough United FC             | 3:0     | 1:0     | 4:0     |
| 1963/1964 | Pohár vítězů pohárů          | Čtvrtfinále        | Celtic FC                     | 0:1     | 0:1     | 0:2     |
| 1968/1969 | Pohár vítězů pohárů          | 1. kolo            | FK Bor                        | 3:0     | 0:2     | 3:2     |
| 1968/1969 | Pohár vítězů pohárů          | 2. kolo            | FC Porto                      | 4:0     | 0:1     | 4:1     |
| 1968/1969 | Pohár vítězů pohárů          | Čtvrtfinále        | AC Torino                     | 2:1     | 1:0     | 3:1     |
| 1968/1969 | Pohár vítězů pohárů          | Semifinále         | Dunfermline Athletic FC       | 1:0     | 1:1     | 2:1     |
| 1968/1969 | Pohár vítězů pohárů          | Finále             | FC Barcelona                  | 3:2     | 3:2     | 3:2     |
| 1969/1970 | Pohár vítězů pohárů          | 1. kolo            | GNK Dinamo Záhřeb             | 0:0     | 0:3     | 0:3     |
| 1970/1971 | Pohár mistrů evropských zemí | 1. kolo            | Boldklubben 1903              | 2:1     | 2:2     | 4:3     |
| 1970/1971 | Pohár mistrů evropských zemí | 2. kolo            | Panathinaikos FC              | 2:1     | 0:3     | 2:4     |
| 1972/1973 | Pohár UEFA                   | 1. kolo            | FK Vojvodina Novi Sad         | 6:0     | 2:1     | 8:1     |
| 1972/1973 | Pohár UEFA                   | 2. kolo            | UD Las Palmas                 | 0:1     | 2:2     | 2:3     |
| 1974/1975 | Pohár mistrů evropských zemí | 1. kolo            | RSC Anderlecht                | 4:2     | 1:3     | 5:5 (v) |
| 1975/1976 | Pohár mistrů evropských zemí | 1. kolo            | Derby County FC               | 1:0     | 0:3     | 1:3     |
| 1976/1977 | Pohár UEFA                   | 1. kolo            | Fram Reykjavík                | 5:0     | 3:0     | 8:0     |
| 1976/1977 | Pohár UEFA                   | 2. kolo            | Queens Park Rangers FC        | 3:3     | 2:5     | 5:8     |
| 1982/1983 | Pohár vítězů pohárů          | 1. kolo            | FC Inter Milán                | 2:1     | 0:2     | 2:3     |
| 1989/1990 | Pohár vítězů pohárů          | 1. kolo            | Grasshopper Zürich            | 3:0     | 0:4     | 3:4     |
| 1991/1992 | Pohár UEFA                   | 1. kolo            | Real Madrid CF                | 1:2     | 1:1     | 2:3     |
| 1992/1993 | Liga mistrů UEFA             | 1. kolo            | Ferencvárosi TC               | 4:1     | 0:0     | 4:1     |
| 1992/1993 | Liga mistrů UEFA             | 2. kolo            | AC Milan                      | 0:1     | 0:4     | 0:5     |
| 1993/1994 | Pohár UEFA                   | 1. kolo            | Aston Villa FC                | 0:0     | 1:2     | 1:2     |
| 1994/1995 | Pohár UEFA                   | Předkolo           | Portadown FC                  | 3:0     | 2:0     | 5:0     |
| 1994/1995 | Pohár UEFA                   | 1. kolo            | FC Kodaň                      | 1:0     | 1:1     | 2:1     |
| 1994/1995 | Pohár UEFA                   | 2. kolo            | Borussia Dortmund             | 2:1     | 0:3     | 2:4     |
| 1995/1996 | Pohár UEFA                   | Předkolo           | NK Osijek                     | 4:0     | 2:0     | 6:0     |
| 1995/1996 | Pohár UEFA                   | 1. kolo            | 1. FC Kaiserslautern          | 2:1     | 0:3     | 2:4     |
| 1996/1997 | Pohár UEFA                   | 1. předkolo        | St. Patrick's Athletic        | 1:0     | 4:3     | 5:3     |
| 1996/1997 | Pohár UEFA                   | 2. předkolo        | Trabzonspor                   | 2:1     | 1:4     | 3:5     |
| 1997/1998 | Pohár vítězů pohárů          | Předkolo           | PFK Levski Sofia              | 2:1     | 1:1     | 3:2     |
| 1997/1998 | Pohár vítězů pohárů          | 1. kolo            | Chelsea FC                    | 0:2     | 0:2     | 0:4     |
| 1999/2000 | Liga mistrů UEFA             | 2. předkolo        | Anorthosis Famagusta          | 1:1     | 1:2     | 2:3     |
| 2000/2001 | Pohár UEFA                   | Předkolo           | FC Lokomotivi Tbilisi         | 2:0     | 2:0     | 4:0     |
| 2000/2001 | Pohár UEFA                   | 1. kolo            | GNK Dinamo Záhřeb             | 0:3     | 1:1     | 1:4     |
| 2001/2002 | Pohár UEFA                   | Předkolo           | Cwmbran Town FC               | 1:0     | 4:0     | 5:0     |
| 2001/2002 | Pohár UEFA                   | 1. kolo            | FC Slovan Liberec             | 1:0     | 0:2     | 1:2     |
| 2007      | Pohár Intertoto              | 1. kolo            | FC Differdange 03             | 3:0     | 2:0     | 5:0     |
| 2007      | Pohár Intertoto              | 2. kolo            | SK Rapid Vídeň                | 1:0     | 1:3     | 2:3     |
| 2009/2010 | Liga mistrů UEFA             | 2. předkolo        | HŠK Zrinjski Mostar           | 4:0     | 0:1     | 4:1     |
| 2009/2010 | Liga mistrů UEFA             | 3. předkolo        | Olympiakos Pireus FC          | 0:2     | 0:2     | 0:4     |
| 2009/2010 | Evropská liga UEFA           | 4. předkolo        | AFC Ajax                      | 1:2     | 0:5     | 1:7     |
| 2010/2011 | Evropská liga UEFA           | 3. předkolo        | FK Crvena zvezda Bělehrad     | 1:1     | 2:1     | 3:2     |
| 2010/2011 | Evropská liga UEFA           | 4. předkolo        | VfB Stuttgart                 | 0:1     | 2:2     | 2:3     |
| 2011/2012 | Liga mistrů UEFA             | 2. předkolo        | Tobol Kostanaj FK             | 2:0     | 1:1     | 3:1     |
| 2011/2012 | Liga mistrů UEFA             | 3. předkolo        | APOEL FC                      | 0:2     | 0:0     | 0:2     |
| 2011/2012 | Evropská liga UEFA           | 4. předkolo        | AS Řím                        | 1:0     | 1:1     | 2:1     |
| 2011/2012 | Evropská liga UEFA           | Základní skupina F | Athletic Bilbao               | 1:2     | 1:2     |         |
| 2011/2012 | Evropská liga UEFA           | Základní skupina F | Paris Saint-Germain FC        | 0:0     | 0:1     |         |
| 2011/2012 | Evropská liga UEFA           | Základní skupina F | FC Red Bull Salzburg          | 2:3     | 0:3     |         |
| 2012/2013 | Evropská liga UEFA           | 2. předkolo        | Videoton FC                   | 1:1     | 0:0     | 1:1 (v) |
| 2013/2014 | Liga mistrů UEFA             | 2. předkolo        | PFK Ludogorec Razgrad         | 2:1     | 0:3     | 2:4     |
| 2014/2015 | Liga mistrů UEFA             | 2. předkolo        | The New Saints FC             | 1:0     | 2:0     | 3:0     |
| 2014/2015 | Liga mistrů UEFA             | 3. předkolo        | FC Šeriff Tiraspol            | 2:1     | 0:0     | 2:1     |
| 2014/2015 | Liga mistrů UEFA             | 4. předkolo        | FK BATE                       | 1:1     | 0:3     | 1:4     |
| 2014/2015 | Evropská liga UEFA           | Základní skupina I | BSC Young Boys                | 1:3     | 0:5     |         |
| 2014/2015 | Evropská liga UEFA           | Základní skupina I | SSC Neapol                    | 0:2     | 0:3     |         |
| 2014/2015 | Evropská liga UEFA           | Základní skupina I | AC Sparta Praha               | 0:3     | 0:4     |         |
| 2015/2016 | Evropská liga UEFA           | 1. předkolo        | Europa FC                     | 3:0     | 6:0     | 9:0     |
| 2015/2016 | Evropská liga UEFA           | 2. předkolo        | University College Dublin AFC | 1:0     | 5:1     | 6:1     |
| 2015/2016 | Evropská liga UEFA           | 3. předkolo        | FK Krasnodar                  | 3:3     | 0:2     | 3:5     |
| 2016/2017 | Evropská liga UEFA           | 1. předkolo        | KF Partizani                  | nehr.   | 0:0     | —       |
| 2016/2017 | Evropská liga UEFA           | 2. předkolo        | FK Jelgava                    | 0:0     | 0:3     | 0:3     |
| 2017/2018 | Evropská liga UEFA           | 1. předkolo        | FC Pjunik Jerevan             | 5:0     | 4:1     | 9:1     |
| 2017/2018 | Evropská liga UEFA           | 2. předkolo        | Lyngby Boldklub               | 0:1     | 1:2     | 1:3     |
| 2018/2019 | Evropská liga UEFA           | 1. předkolo        | FC Milsami Orhei              | 5:0     | 4:2     | 9:2     |
| 2018/2019 | Evropská liga UEFA           | 2. předkolo        | Balzan Youths FC              | 3:1     | 1:2     | 4:3     |
| 2018/2019 | Evropská liga UEFA           | 3. předkolo        | SK Rapid Vídeň                | 2:1     | 0:4     | 2:5     |
| 2019/2020 | Liga mistrů UEFA             | 1. předkolo        | FK Sutjeska Nikšić            | 1:1     | 1:2 pen | 2:3     |
| 2019/2020 | Evropská liga UEFA           | 2. předkolo        | KF Feronikeli                 | 2:1     | 2:0     | 4:1     |
| 2019/2020 | Evropská liga UEFA           | 3. předkolo        | Dundalk FC                    | 1:0     | 3:1     | 4:1     |
| 2019/2020 | Evropská liga UEFA           | 4. předkolo        | PAOK Soluň                    | 1:0     | 2:3     | 3:3 (v) |
| 2019/2020 | Evropská liga UEFA           | Základní skupina K | Beşiktaş JK                   | 4:2     | 1:2     |         |
| 2019/2020 | Evropská liga UEFA           | Základní skupina K | SC Braga                      | 2:4     | 2:2     |         |
| 2019/2020 | Evropská liga UEFA           | Základní skupina K | Wolverhampton Wanderers FC    | 1:2     | 0:1     |         |
| 2020/2021 | Evropská liga UEFA           | 2. předkolo        | Kuopion Palloseura            | –       | 1:1 pen | 1:2     |
| 2021/2022 | Liga mistrů UEFA             | 1. předkolo        | Shamrock Rovers FC            | 2:0     | 2:1     | 3:2     |
| 2021/2022 | Liga mistrů UEFA             | 2. předkolo        | BSC Young Boys                | 0:0     | 2:3     | 2:3     |
| 2021/2022 | Evropská liga UEFA           | 3. předkolo        | Lincoln Red Imps FC           | 1:1     | 3:1     | 4:2     |
| 2021/2022 | Evropská liga UEFA           | 4. předkolo        | Olympiakos Pireus             | 2:2     | 0:3     | 2:5     |
| 2021/2022 | Konferenční liga UEFA        | Základní skupina F | FC Kodaň                      | 1:3     | 0:2     |         |
| 2021/2022 | Konferenční liga UEFA        | Základní skupina F | PAOK Soluň                    | 0:0     | 1:1     |         |
| 2021/2022 | Konferenční liga UEFA        | Základní skupina F | Lincoln Red Imps FC           | 2:0     | 4:1     |         |
| 2022/2023 | Liga mistrů UEFA             | 1. předkolo        | FC Dinamo Batumi              | 0:0     | 2:1 pr  | 2:1 pr  |
| 2022/2023 | Liga mistrů UEFA             | 2. předkolo        | Ferencvárosi TC               | 1:4     | 1:2     | 2:6     |
| 2022/2023 | Evropská liga UEFA           | 3. předkolo        | Olympiakos Pireus             | 2:3 pen | 1:1     | 3:4     |
| 2022/2023 | Konferenční liga UEFA        | 4. předkolo        | HŠK Zrinjski Mostar           | 3:1 pen | 0:1     | 3:2     |
| 2022/2023 | Konferenční liga UEFA        | Základní skupina H | FC Basilej                    | 3:3     | 0:2     |         |
| 2022/2023 | Konferenční liga UEFA        | Základní skupina H | FK Žalgiris                   | 0:0     | 2:1     |         |
| 2022/2023 | Konferenční liga UEFA        | Základní skupina H | FC Pjunik Jerevan             | 2:1     | 0:2     |         |
| 2022/2023 | Konferenční liga UEFA        | Osmifinále         | FC Basilej                    | 2:3 pen | 2:2     | 4:5     |
| 2023/2024 | Liga mistrů UEFA             | 1. předkolo        | FC Swift Hesper               | 1:1     | 2:0     | 3:1     |
| 2023/2024 | Liga mistrů UEFA             | 2. předkolo        | HŠK Zrinjski Mostar           | 2:2     | 1:0     | 3:2     |
| 2023/2024 | Liga mistrů UEFA             | 3. předkolo        | Makabi Haifa FC               | 1:2     | 1:3     | 2:5     |
| 2023/2024 | Evropská liga UEFA           | 4. předkolo        | Aris Limassol                 | 2:1     | 2:6     | 4:7     |
| 2023/2024 | Konferenční liga UEFA        | Základní skupina A | Lille OSC                     | 1:1     | 1:2     |         |
| 2023/2024 | Konferenční liga UEFA        | Základní skupina A | NK Olimpija Lublaň            | 1:2     | 1:0     |         |
| 2023/2024 | Konferenční liga UEFA        | Základní skupina A | KÍ Klaksvík                   | 2:1     | 2:1     |         |
| 2023/2024 | Konferenční liga UEFA        | Šestnáctifinále    | SK Sturm Graz                 | 0:1     | 1:4     | 1:5     |
| 2024/2025 | Liga mistrů UEFA             | 1. předkolo        | FK Struga                     | 4:2     | 2:1     | 6:3     |
| 2024/2025 | Liga mistrů UEFA             | 2. předkolo        | NK Celje                      | 5:0     | 1:1     | 6:1     |
| 2024/2025 | Liga mistrů UEFA             | 3. předkolo        | APOEL FC                      | 2:0     | 0:0     | 2:0     |
| 2024/2025 | Liga mistrů UEFA             | 4. předkolo        | FC Midtjylland                | 3:2     | 1:1     | 4:3     |
| 2024/2025 | Liga mistrů UEFA             | Ligová fáze        | Manchester City FC            | 0:4     | —       |         |
| 2024/2025 | Liga mistrů UEFA             | Ligová fáze        | FC Bayern Mnichov             | —       | 1:3     |         |
| 2024/2025 | Liga mistrů UEFA             | Ligová fáze        | Atlético Madrid               | —       | 1:3     |         |
| 2024/2025 | Liga mistrů UEFA             | Ligová fáze        | AC Milán                      | 2:3     | —       |         |
| 2024/2025 | Liga mistrů UEFA             | Ligová fáze        | GNK Dinamo Záhřeb             | 1:4     | —       |         |
| 2024/2025 | Liga mistrů UEFA             | Ligová fáze        | Celtic FC                     | —       | 1:5     |         |
| 2024/2025 | Liga mistrů UEFA             | Ligová fáze        | VfB Stuttgart                 | 1:3     | —       |         |
| 2024/2025 | Liga mistrů UEFA             | Ligová fáze        | Girona FC                     | —       | 0:2     |         |

## Fanoušci
Jejich domovský stadion, legendární stadion na Tehelném poli, býval jedním z nejnavštěvovanějším stadionům na Slovensku a patřil k symbolům Slovanu. Poté, co byl v roce 2009 uzavřen, tak fanoušků Slovanu na novém působišti rapidně ubývalo, avšak před jarní části sezony 2018/19 se na Tehelné pole po několika ročnících na Pasienkách vrátili a "fans" začali opět přibývat. Fanouškům Slovanu se přezdívá „Belasí“, podle klubových světlemodrých barev.
Fanoušci Slovanu udržovali několik let nadstandardní přátelské vztahy s fanoušky moravské Zbrojovky Brno. Jejich družba s fanoušky Zbrojovky se obecně nazývala Ocelová družba. Na zápasech obou klubů se zpravidla provolávaly různá hesla na důkaz silného přátelství obou fanouškovských táborů, např.: Slovan je Brno a Brno je Slovan! nebo zkrácené Slovan a Brno. Od roku 2013 udržovali fanoušci Slovanu také další družební vztah, tentokráte s fanoušky polského Ruchu Chorzów.

## Rivalita
Největším soupeřem Slovanu je Spartak Trnava. Tradiční derby je nejzásadnějším a zároveň nejsledovanějším zápasem ve slovenském fotbalu. Představuje nejen rivalitu dvou fotbalových klubů, ale i sousedních měst ze západního Slovenska – Bratislavy a Trnavy. Jeho historie sahá až do roku 1926, kdy se v Trnavě konal první vzájemný zápas s vítězstvím domácích v poměru 3:1. První velký spor se odehrál v roce 1932, kdy nejlepší trnavský útočník František Masarovič, napříč nesouhlasu mateřského klubu, přestoupil do 1. ČsŠK Bratislava. Zakročit musel až řídící orgán Západoslovenskej futbalovej župy (ZsFŽ). Od tohoto momentu platí, že každý přestup hráče Trnavy do Slovanu (v dalších letech Anton Malatinský, Michal Benedikovič nebo Jozef Adamec), a nebo opačným směrem, znamená nespokojenost a vzdor fanoušků. Dalším zásadním momentem v rivalitě těchto dvou mužstev bylo prolomení bariér na tribuně v roce 1968, období kdy rivalita zásadně kulminovala. Několik fanoušků bylo zraněno a zápas měl dokonce dohru za zeleným stolem. Vzájemné zápasy jsou často označovány jako rizikové a provádí se pod početným policejním dozorem.
V průběhu svého působení v nejvyšší soutěži měl Slovan postupně čtyři městské rivaly. První byl armádní celek OAP Bratislava, který Slovan střetával v ligových zápasech v průběhu existence Slovenského státu. Soupeření, ale nemělo dlouhého trvání. OAP byl v roce 1944 z politických důvodů zrušen. Jen o málo delší dobu trvala rivalita s policejním klubem ČH Bratislava. Ta byla v roce 1962 sloučena se Slovnaftem, po kterém byl založen Inter Bratislava. I když klub neměl širokou základnu fanoušků, bratislavské derby vždy lákalo. V sezóně 1974/1975 se o titule rozhodovalo ve vzájemném zápase mezi Interem a Slovanem na vyprodaných Pasienkách. Rivalita pak pokračovala i v samostatné slovenské lize. Další přímý souboj o titul mezi těmito kluby se odehrál v sezónách 1998/199 a 1999/2000. Vzájemné zápasy dostaly pojmenování „derby susedov z Bajkalskej ulice“. Poslední ligové zápasy mezi těmito kluby byly odehrány v sezóně 2006/07, v roce 2009 byl Inter sloučen se Senicou. Po obnovení hraje pouze nižší ligové soutěže (v sezóně 2015/16 hraje ve 3. lize). Posledním městským rivalem Slovanu byla Artmedia Petržalka. Klub z pravého břehu Dunaje se stal stabilním účastníkem nejvyšší soutěže po rozdělení Československa. Zápasy se Slovanem často přilákaly na stadion za Starým mostem návštěvy blížící se k 10 tisícům diváků. Petržalka opustila nejvyšší soutěž v sezóně 2009/2010 a kvůli špatné finanční situaci zanikla v roce 2014.
Za dalšího významného rivala Slovanu lze považovat FC Košice (dříve 1. FC Košice nebo FC VSS Košice). Zápasy s tímto týmem metropole východního Slovenska bývají vnímány jako souboj „východu proti západu“.

## Nejvýznamnější hráči působící v klubu
| - Jozef Adamec - Ľudovít Cvetler - Ján Čapkovič - Jozef Čapkovič - Ferdinand Daučík - Peter Dubovský - Dušan Galis - Koloman Gögh - Marek Hamšík - Miroslav Hirko - Alexander Horváth - Ivan Hrdlička - Vladimír Hrivnák |  | - Karol Jokl - Jozef Juriga - Vladimír Kinder - Ladislav Kubala - Anton Malatinský - Marián Masný - Ladislav Móder - Anton Moravčík - Szilárd Németh - Anton Ondruš - Ivan Pekárik - Ján Pivarník - Jozef Obert |  | - Ján Popluhár - Viliam Schrojf - Ján Švehlík - Jaroslav Timko - Dušan Tittel - Róbert Tomaschek - Anton Urban - Alexander Vencel - Jozef Vengloš - Michal Vičan - Róbert Vittek - Ján Zlocha - Ľudovít Zlocha |

## Trenéři
| - József Braun (1934–1937) - Pál Jávor (1937–1938) - József Braun (1938) - Otto Mazal (1939) - František Lanák (1939) - Kajmo Müller (1939–1940) - Vinzenz Dittrich (1941) - Ferdinand Daučík (1942–1946) - Tom Sneddon (1947–1948) - Ferdinand Daučík (1948) - Leopold Šťastný (1949–1951) - Karol Bučko (1951–1952) - Anton Bulla (1953) - Leopold Šťastný (1953–1957) - Jozef Baláži (1958) - Štefan Jačiansky (1958) - József Ember (1959) - Štefan Jačiansky (1960) - Ivan Chodák (1960) - Ján Greššo (1960–1961) - Anton Bulla (1961) - Karol Borhy (1961–1962) - Anton Bulla (1962–1963) - Leopold Šťastný (1963–1965) - Vojtech Skyva (1965) - Jozef Čurgaly (1966) - Ján Hucko (1966–1968) - Michal Vičan (1968–1971) | - Ján Hucko (1971–1973) - Jozef Vengloš (1973–1976) - Michal Vičan (1976–1977) - Jozef Vengloš (1977–1978) - Ivan Hrdlička (1978) - Anton Malatinský (1978–1981) - Anton Urban (1981) - Michal Vičan (1982–1983) - Karol Pecze (1983–1984) - Ján Hucko (1984) - Valér Švec (1984–1986) - Ján Zachar (1986–1988) - Jozef Jankech (1988–1990) - Dušan Galis (1990–1995) - Anton Dragúň (1995) - Karol Jokl (1995) - Dušan Galis (1996–1997) - Ján Švehlík (1997) - Jozef Prochotský (1997–1998) - Ján Švehlík (1998) - Stanislav Griga (1998–1999) - Stanislav Jarábek (1999–2001) - Anton Dragúň (2001) - Jozef Prochotský (2001) - Miroslav Svoboda (2001) - Ján Švehlík (2002) - Miroslav Svoboda (2002) | - Dušan Radolský (2002–2003) - Jozef Valovič (2003) - Libor Fašiang (2003) - Jozef Adamec (2003–2004) - Vladimír Goffa (2004) - Štefan Zaťko (2004–2005) - Jozef Jankech (2005–1007) - Boris Kitka (2007–2008) - Ladislav Pecko (2008–2009) - Michal Hipp (2009) - Dušan Uhrin st. (2009–2010) - Jozef Jankech (2010) - Karel Jarolím (2010–2011) - Vladimír Weiss st. (2011–2012) - Samuel Slovák (2012–2013) - Jozef Valovič (2013–2014) - František Straka (2014) - Jozef Chovanec (2014–2015) - Dušan Tittel (2015) - Nikodimos Papavasiliou (2015–2016) - Vladimír Koník (2016) - Ivan Vukomanović (2016–2017) - Martin Ševela (2017–2019) - Vladimir Radenković (2019) - Ján Kozák ml. (2019–2020) - Darko Milanič (2020–2021) - Vladimír Weiss st. (od 2021) |

## Nejvýznamnější trenéři působící v klubu
- Ferdinand Daučík (trenér Slovanu 1942–1946, 1948): 2× mistr Slovenska (1942, 1944), trenér Slovenska (1942–1944) a Československa (1948), 3× mistr Španělské ligy (s FC Barcelona 1952, 1953 a s Atlético Bilbao 1956), 6× vítěz Španělského poháru (1951, 1952, 1953 – s FC Barcelona; 1955 a 1956 s Atlético Bilbao a v r. 1966 s Realem Zaragoza), trenér FC Porto (1959–1960), FC Barcelona (1950–1954), Espanyol Barcelona (1970–1971), Atlético Madrid (1957–1959), Atlético Bilbao (1954–1957), FC Sevilla (1964–1965), Real Zaragoza (1966–1967) atd.
- Leopold Šťastný (1949–1951, 1954–1957, 1963–1965): 4× mistr ČSR (1949, 1950, 1951, 1955), trenér Rakouska (1968–1975)
- Michal Vičan (1968–1971, 1976–1977, 1982–1983): vítěz PVP, mistr ČSSR (1970), jako trenér mistr Polska s Ruchech Chorzów (1974), vítěz Polského poháru s Ruchem Chorzów (1975)
- Jozef Vengloš (1973–1976): 2× mistr ČSSR (1974, 1975), asistent reprezentačního trenéra mistrů Evropy (1976), trenér bronzových medailistů z Mistrovství Evropy (1980), čtvrtfinalista Mistrovství světa (1990), trenér ČSSR (1978–1982, 1988–1990), Slovenska (1993–1995), Austrálie (1967–1969), Malajsie (1986–1987) a Ománu (1996–1997), trenér Sportingu Lisabon (1983–1984), Aston Villa (1990–1991), Fenerbahce Istanbul (1991–1993), Celtic Glasgow (1998–1999) atd., první zahraniční manažer v klubu anglické fotbalové ligy (Aston Villa), Prezident UEFT (Unie evropských fotbalových trenérů), Předseda Komise UEFA pro technický pokrok
- Dušan Galis (1990–1995, 1996–1997): mistr ČSFR (1992), 3× mistr Slovenska (1994, 1995, 1996), 2× vítěz Slovenského poháru (1994, 1998), trenér Slovenska (2004–2006) a kyperské Omonie Nikósia (1999)

## ŠK Slovan Bratislava „B“
ŠK Slovan Bratislava „B“ je rezervní tým bratislavského Slovanu, od sezóny 2019/20 působí ve 2. lize (2. nejvyšší soutěž). Největšího úspěchu dosáhl klub v sezóně 1956, kdy se ve 2. lize (2. nejvyšší soutěž) umístil na 3. místě.

### Umístění v jednotlivých sezonách
Stručný přehled
Zdroj: 
- 1955: Celostátní československá soutěž – sk. B
- 1956–1959: 2. liga – sk. B
- 1960–1962: 2. liga – sk. C
- 1962–1963: Krajský přebor – sk. Západ
- 1963–1964: 2. liga – sk. C
- 1964–1965: Krajský přebor – sk. Západ
- 1965–1967: Divize E
- 1967–1969: 2. liga – sk. B
- 1969–1973: 3. liga – sk. C
- 1973–1977: Divize E

- 1983–1985: Divize – sk. Západ (Bratislava)
- 1985–1987: Divize – sk. Západ (Bratislava A)
- 1987–1988: Divize – sk. Západ
- 1988–1993: 2. SNFL – sk. Západ
- 1993–1995: 2. liga
- 1995–1998: 3. liga – sk. Bratislava
- 1998–2000: 2. liga
- 2000–2001: 3. liga – sk. Bratislava
- 2001–2003: 2. liga
- 2003–2004: 3. liga – sk. Bratislava
- 2008–2011: 2. liga – sk. Západ
- 2011–2014: 3. liga – sk. Západ
- 2014–2017: 2. liga – sk. Západ
- 2017–2019: 3. liga – sk. Bratislava
- 2019–: 2. liga

Jednotlivé ročníky
Zdroj: 
Legenda: Z – zápasy, V – výhry, R – remízy, P – porážky, VG – vstřelené góly, OG – obdržené góly, +/− – rozdíl skóre, B – body, červené podbarvení – sestup, zelené podbarvení – postup, fialové podbarvení – reorganizace, změna skupiny či soutěže
| Československo (1955–1993) |                                              |                                              |                                              |                                              |                                              |                                              |                                              |                                              |                                              |                                              |                                              |                                              |
| Sezóny                     | Liga                                         | Úroveň                                       | Z                                            | V                                            | R                                            | P                                            | VG                                           | OG                                           | +/−                                          | B                                            | Pozice                                       |                                              |
| 1955                       | Celostátní československá soutěž – sk. B     | 2                                            | 22                                           | 7                                            | 5                                            | 10                                           | 39                                           | 41                                           | −2                                           | 19                                           | 7.                                           |                                              |
| 1956                       | 2. liga – sk. B                              | 2                                            | 22                                           | 13                                           | 1                                            | 8                                            | 54                                           | 24                                           | +30                                          | 27                                           | 3.                                           |                                              |
| 1957/1958                  | 2. liga – sk. B                              | 2                                            | 33                                           | 6                                            | 15                                           | 12                                           | 45                                           | 62                                           | −17                                          | 27                                           | 10.                                          |                                              |
| 1958/1959                  | 2. liga – sk. B                              | 2                                            | 26                                           | 9                                            | 5                                            | 12                                           | 37                                           | 46                                           | −9                                           | 23                                           | 12.                                          |                                              |
| …                          |                                              |                                              |                                              |                                              |                                              |                                              |                                              |                                              |                                              |                                              |                                              |                                              |
| 1960/1961                  | 2. liga – sk. C                              | 2                                            | 22                                           | 10                                           | 3                                            | 9                                            | 44                                           | 33                                           | +11                                          | 23                                           | 4.                                           |                                              |
| 1961/1962                  | 2. liga – sk. C                              | 2                                            | 22                                           | 4                                            | 6                                            | 12                                           | 33                                           | 51                                           | −18                                          | 14                                           | 12.                                          |                                              |
| 1962/1963                  | Krajský přebor – sk. Západ                   | 3                                            | 24                                           | 14                                           | 6                                            | 4                                            | 66                                           | 28                                           | +38                                          | 34                                           | 1.                                           |                                              |
| 1963/1964                  | 2. liga – sk. C                              | 2                                            | 26                                           | 9                                            | 4                                            | 13                                           | 33                                           | 39                                           | −6                                           | 22                                           | 13.                                          |                                              |
| 1964/1965                  | Krajský přebor – sk. Západ                   | 3                                            | 25                                           | 13                                           | 6                                            | 6                                            | 52                                           | 25                                           | +27                                          | 32                                           | 1.                                           |                                              |
| 1965/1966                  | Divize E                                     | 3                                            | 28                                           | 12                                           | 9                                            | 7                                            | 44                                           | 30                                           | +14                                          | 33                                           | 3.                                           |                                              |
| 1966/1967                  | Divize E                                     | 3                                            | 26                                           | 16                                           | 7                                            | 3                                            | 59                                           | 27                                           | +32                                          | 39                                           | 1.                                           |                                              |
| 1967/1968                  | 2. liga – sk. B                              | 2                                            | 26                                           | 9                                            | 6                                            | 11                                           | 31                                           | 46                                           | −15                                          | 24                                           | 12.                                          |                                              |
| 1968/1969                  | 2. liga – sk. B                              | 2                                            | 26                                           | 9                                            | 6                                            | 11                                           | 30                                           | 33                                           | −3                                           | 24                                           | 10.                                          |                                              |
| 1969/1970                  | 3. liga – sk. C                              | 3                                            | 26                                           | 10                                           | 4                                            | 12                                           | 36                                           | 38                                           | −2                                           | 24                                           | 9.                                           |                                              |
| 1970/1971                  | 3. liga – sk. C                              | 3                                            | 26                                           | 11                                           | 8                                            | 7                                            | 34                                           | 29                                           | +5                                           | 30                                           | 4.                                           |                                              |
| 1971/1972                  | 3. liga – sk. C                              | 3                                            | 26                                           | 12                                           | 8                                            | 6                                            | 35                                           | 25                                           | +10                                          | 32                                           | 14.                                          |                                              |
| 1972/1973                  | 3. liga – sk. C                              | 3                                            | 26                                           | 7                                            | 7                                            | 12                                           | 27                                           | 31                                           | −4                                           | 21                                           | 14.                                          |                                              |
| 1973/1974                  | Divize E                                     | 4                                            | 26                                           | 9                                            | 8                                            | 9                                            | 43                                           | 29                                           | +14                                          | 26                                           | 8.                                           |                                              |
| 1974/1975                  | Divize E                                     | 4                                            | 26                                           | 14                                           | 6                                            | 6                                            | 42                                           | 22                                           | +20                                          | 34                                           | 2.                                           |                                              |
| 1975/1976                  | Divize E                                     | 4                                            | 25                                           | 12                                           | 4                                            | 9                                            | 40                                           | 34                                           | +6                                           | 28                                           | 4.                                           |                                              |
| 1976/1977                  | Divize E                                     | 4                                            | 26                                           | 10                                           | 7                                            | 9                                            | 32                                           | 34                                           | −2                                           | 27                                           | 7.                                           |                                              |
| 1977–1983                  | B-mužstvo nebylo přihlášeno v žádné soutěži. | B-mužstvo nebylo přihlášeno v žádné soutěži. | B-mužstvo nebylo přihlášeno v žádné soutěži. | B-mužstvo nebylo přihlášeno v žádné soutěži. | B-mužstvo nebylo přihlášeno v žádné soutěži. | B-mužstvo nebylo přihlášeno v žádné soutěži. | B-mužstvo nebylo přihlášeno v žádné soutěži. | B-mužstvo nebylo přihlášeno v žádné soutěži. | B-mužstvo nebylo přihlášeno v žádné soutěži. | B-mužstvo nebylo přihlášeno v žádné soutěži. | B-mužstvo nebylo přihlášeno v žádné soutěži. | B-mužstvo nebylo přihlášeno v žádné soutěži. |
| 1983/1984                  | Divize – sk. Západ (Bratislava)              | 4                                            | 26                                           | 13                                           | 4                                            | 9                                            | 45                                           | 28                                           | +17                                          | 30                                           | 3.                                           |                                              |
| 1984/1985                  | Divize – sk. Západ (Bratislava)              | 4                                            | 26                                           | 17                                           | 4                                            | 5                                            | 55                                           | 18                                           | +37                                          | 38                                           | 2.                                           |                                              |
| 1985/1986                  | Divize – sk. Západ (Bratislava A)            | 4                                            | 26                                           | 15                                           | 7                                            | 4                                            | 67                                           | 22                                           | +45                                          | 37                                           | 3.                                           |                                              |
| 1986/1987                  | Divize – sk. Západ (Bratislava A)            | 4                                            | 26                                           | 17                                           | 6                                            | 3                                            | 74                                           | 20                                           | +54                                          | 40                                           | 2.                                           |                                              |
| 1987/1988                  | Divize – sk. Bratislava                      | 4                                            | 26                                           | 20                                           | 4                                            | 2                                            | 72                                           | 17                                           | +55                                          | 44                                           | 1.                                           |                                              |
| 1988/1989                  | 2. SNFL – sk. Západ                          | 3                                            | 30                                           | 10                                           | 6                                            | 14                                           | 43                                           | 45                                           | −2                                           | 26                                           | 12.                                          |                                              |
| 1989/1990                  | 2. SNFL – sk. Západ                          | 3                                            | 30                                           | 10                                           | 8                                            | 12                                           | 42                                           | 41                                           | +1                                           | 28                                           | 9.                                           |                                              |
| 1990/1991                  | 2. SNFL – sk. Západ                          | 3                                            | 30                                           | 10                                           | 7                                            | 13                                           | 39                                           | 42                                           | −3                                           | 27                                           | 12.                                          |                                              |
| 1991/1992                  | 2. SNFL – sk. Západ                          | 3                                            | 30                                           | 14                                           | 7                                            | 9                                            | 50                                           | 42                                           | +8                                           | 35                                           | 4.                                           |                                              |
| 1992/1993                  | 2. SNFL – sk. Západ                          | 3                                            | 30                                           | 15                                           | 10                                           | 5                                            | 62                                           | 33                                           | +29                                          | 40                                           | 4.                                           |                                              |
| Slovensko (1993–)          |                                              |                                              |                                              |                                              |                                              |                                              |                                              |                                              |                                              |                                              |                                              |                                              |
| Sezóny                     | Liga                                         | Úroveň                                       | Z                                            | V                                            | R                                            | P                                            | VG                                           | OG                                           | +/−                                          | B                                            | Pozice                                       |                                              |
| 1993/1994                  | 2. liga                                      | 2                                            | 30                                           | 8                                            | 11                                           | 11                                           | 44                                           | 47                                           | −3                                           | 27                                           | 12.                                          |                                              |
| 1994/1995                  | 2. liga                                      | 2                                            | 30                                           | 7                                            | 2                                            | 21                                           | 33                                           | 76                                           | −43                                          | 20                                           | 15.                                          |                                              |
| 1995/1996                  | 3. liga – sk. Bratislava                     | 3                                            | 30                                           | 12                                           | 11                                           | 7                                            | 44                                           | 35                                           | +9                                           | 47                                           | 7.                                           |                                              |
| 1996/1997                  | 3. liga – sk. Bratislava                     | 3                                            | 30                                           | 14                                           | 6                                            | 10                                           | 49                                           | 43                                           | +6                                           | 49                                           | 5.                                           |                                              |
| 1997/1998                  | 3. liga – sk. Bratislava                     | 3                                            | 34                                           | 22                                           | 7                                            | 5                                            | 77                                           | 25                                           | +52                                          | 73                                           | 1.                                           |                                              |
| 1998/1999                  | 2. liga                                      | 2                                            | 34                                           | 16                                           | 8                                            | 10                                           | 49                                           | 40                                           | +9                                           | 56                                           | 5.                                           |                                              |
| 1999/2000                  | 2. liga                                      | 2                                            | 34                                           | 15                                           | 3                                            | 16                                           | 38                                           | 42                                           | −4                                           | 48                                           | 10.                                          |                                              |
| 2000/2001                  | 3. liga – sk. Bratislava                     | 3                                            | 30                                           | 23                                           | 5                                            | 2                                            | 103                                          | 19                                           | +84                                          | 74                                           | 1.                                           |                                              |
| 2001/2002                  | 2. liga                                      | 2                                            | 30                                           | 12                                           | 7                                            | 11                                           | 34                                           | 32                                           | +2                                           | 43                                           | 9.                                           |                                              |
| 2002/2003                  | 2. liga                                      | 2                                            | 30                                           | 7                                            | 6                                            | 17                                           | 33                                           | 51                                           | −18                                          | 27                                           | 14.                                          |                                              |
| 2003/2004                  | 3. liga – sk. Bratislava                     | 3                                            | 30                                           | 18                                           | 7                                            | 5                                            | 75                                           | 31                                           | +44                                          | 61                                           | 2.                                           |                                              |
| …                          |                                              |                                              |                                              |                                              |                                              |                                              |                                              |                                              |                                              |                                              |                                              |                                              |
| 2008/2009                  | 2. liga – sk. Západ                          | 3                                            | 30                                           | 18                                           | 4                                            | 8                                            | 65                                           | 38                                           | +27                                          | 58                                           | 4.                                           |                                              |
| 2009/2010                  | 2. liga – sk. Západ                          | 3                                            | 30                                           | 12                                           | 6                                            | 12                                           | 41                                           | 32                                           | +9                                           | 42                                           | 7.                                           |                                              |
| 2010/2011                  | 2. liga – sk. Západ                          | 3                                            | 30                                           | 13                                           | 7                                            | 10                                           | 45                                           | 32                                           | +13                                          | 46                                           | 6.                                           |                                              |
| 2011/2012                  | 3. liga – sk. Západ                          | 3                                            | 28                                           | 12                                           | 5                                            | 11                                           | 49                                           | 45                                           | +4                                           | 41                                           | 6.                                           |                                              |
| 2012/2013                  | 3. liga – sk. Západ                          | 3                                            | 30                                           | 15                                           | 5                                            | 10                                           | 55                                           | 40                                           | +15                                          | 50                                           | 2.                                           |                                              |
| 2013/2014                  | 3. liga – sk. Západ                          | 3                                            | 30                                           | 17                                           | 8                                            | 5                                            | 83                                           | 35                                           | +48                                          | 59                                           | 4.                                           |                                              |
| 2014/2015                  | DOXXbet liga – sk. Západ                     | 2                                            | 22                                           | 7                                            | 5                                            | 10                                           | 18                                           | 30                                           | −12                                          | 26                                           | 8.                                           |                                              |
| 2014/2015                  | O udržení – sk. Západ                        | 2                                            | 32                                           | 11                                           | 6                                            | 15                                           | 40                                           | 47                                           | −7                                           | 39                                           | 8.                                           |                                              |
| 2015/2016                  | DOXXbet liga – sk. Západ                     | 2                                            | 22                                           | 10                                           | 3                                            | 9                                            | 36                                           | 37                                           | −1                                           | 33                                           | 4.                                           |                                              |
| 2015/2016                  | Mistrovská skupina                           | 2                                            | 30                                           | 9                                            | 4                                            | 17                                           | 38                                           | 63                                           | −25                                          | 31                                           | 11.                                          |                                              |
| 2016/2017                  | 2. liga – sk. Západ                          | 2                                            | 22                                           | 3                                            | 5                                            | 14                                           | 19                                           | 48                                           | −29                                          | 14                                           | 10.                                          |                                              |
| 2016/2017                  | O udržení – sk. Západ                        | 2                                            | 32                                           | 10                                           | 5                                            | 17                                           | 37                                           | 63                                           | −26                                          | 35                                           | 9.                                           |                                              |
| 2017/2018                  | TIPOS III. liga Bratislava                   | 3                                            | 30                                           | 18                                           | 7                                            | 5                                            | 109                                          | 29                                           | +80                                          | 61                                           | 4.                                           |                                              |
| 2018/2019                  | TIPOS III. liga Bratislava                   | 3                                            | 30                                           | 25                                           | 5                                            | 0                                            | 114                                          | 27                                           | +87                                          | 80                                           | 1.                                           |                                              |
| 2019/2020                  | 2. liga                                      | 2                                            | 18                                           | 5                                            | 2                                            | 11                                           | 16                                           | 31                                           | −15                                          | 17                                           | 15.                                          |                                              |
| 2020/2021                  | 2. liga                                      | 2                                            | 28                                           | 7                                            | 0                                            | 21                                           | 32                                           | 70                                           | −38                                          | 21                                           | 14.                                          |                                              |
| 2021/2022                  | 2. liga                                      | 2                                            | 30                                           | 7                                            | 5                                            | 18                                           | 36                                           | 61                                           | −25                                          | 26                                           | 14.                                          |                                              |
| 2022/2023                  | 2. liga                                      | 2                                            | 30                                           | 12                                           | 7                                            | 11                                           | 43                                           | 45                                           | −2                                           | 43                                           | 6.                                           |                                              |
| 2023/2024                  | MONACObet liga                               | 2                                            | 30                                           | 10                                           | 6                                            | 14                                           | 46                                           | 55                                           | −9                                           | 36                                           | 12.                                          |                                              |
| 2024/2025                  | MONACObet liga                               | 2                                            | 26                                           | 8                                            | 4                                            | 14                                           | 33                                           | 43                                           | −10                                          | 28                                           | 11.                                          |                                              |

## TJ Slovan CHZJD Bratislava „C“
TJ Slovan CHZJD Bratislava „C“ byl druhý rezervní tým bratislavského Slovanu. Založen byl v roce 1961 z bývalého A-týmu TJ Dimitrov Bratislava. Zanikl v roce 1977 po jeho zrušení. Největšího úspěchu dosáhl v sezóně 1972/73, kdy se v Krajském přeboru (5. nejvyšší soutěž) umístil na 1. místě.

### Umístění v jednotlivých sezonách
Stručný přehled
Zdroj: 
- 1962–1963: I. A trieda ZsFZ – sk. ?
- 1963–1965: I. B trieda ZsFZ – sk. Jih
- 1967–1969: I. B trieda ZsFZ – sk. Jih
- 1969–1977: Krajský přebor – sk. Bratislava

Jednotlivé ročníky
Zdroj: 
Legenda: Z – zápasy, V – výhry, R – remízy, P – porážky, VG – vstřelené góly, OG – obdržené góly, +/− – rozdíl skóre, B – body, červené podbarvení – sestup, zelené podbarvení – postup, fialové podbarvení – reorganizace, změna skupiny či soutěže
| Československo (1962–1977) |                                 |        |    |    |   |    |    |    |     |    |        |
| Sezóny                     | Liga                            | Úroveň | Z  | V  | R | P  | VG | OG | +/− | B  | Pozice |
| 1962/1963                  | I. A trieda ZsFZ – sk. ?        | 4      | …  | …  | … | …  | …  | …  | …   | …  |        |
| 1963/1964                  | I. B trieda ZsFZ – sk. Jih      | 5      | …  | …  | … | …  | …  | …  | …   | …  |        |
| 1964/1965                  | I. B trieda ZsFZ – sk. Jih      | 5      | 28 | 13 | 5 | 8  | 81 | 34 | +47 | 31 | 3.     |
| …                          |                                 |        |    |    |   |    |    |    |     |    |        |
| 1967/1968                  | I. B trieda ZsFZ – sk. Jih      | 6      | 24 | 12 | 2 | 10 | 42 | 33 | +9  | 26 | 5.     |
| 1968/1969                  | I. B trieda ZsFZ – sk. Jih      | 6      | 26 | 13 | 6 | 7  | 48 | 30 | +18 | 32 | 4.     |
| 1969/1970                  | Krajský přebor – sk. Bratislava | 5      | 24 | 9  | 4 | 11 | 32 | 33 | −1  | 22 | 10.    |
| 1970/1971                  | Krajský přebor – sk. Bratislava | 5      | 25 | 11 | 8 | 6  | 37 | 28 | +9  | 30 | 4.     |
| 1971/1972                  | Krajský přebor – sk. Bratislava | 5      | 25 | 11 | 7 | 7  | 41 | 34 | +7  | 29 | 5.     |
| 1972/1973                  | Krajský přebor – sk. Bratislava | 5      | 21 | 12 | 6 | 3  | 33 | 14 | +19 | 30 | 1.     |
| 1973/1974                  | Krajský přebor – sk. Bratislava | 5      | 23 | 12 | 4 | 7  | 41 | 32 | +9  | 28 | 2.     |
| 1974/1975                  | Krajský přebor – sk. Bratislava | 5      | 25 | 6  | 4 | 15 | 25 | 46 | −21 | 16 | 13.    |
| 1975/1976                  | Krajský přebor – sk. Bratislava | 5      | 26 | 8  | 8 | 10 | 25 | 28 | −3  | 24 | 9.     |
| 1976/1977                  | Krajský přebor – sk. Bratislava | 5      | 24 | 4  | 5 | 15 | 33 | 50 | −17 | 13 | 13.    |